# Championnat du monde de Formule 1 2019
Navigation
2018 2020
Le championnat du monde de Formule 1 2019 est la 70e édition du championnat du monde de Formule 1. La compétition, née en 1950, passe un cap le 14 avril 2019 sur le circuit de Shanghai, où est disputé le millième Grand Prix de l'histoire du championnat. Par ailleurs, à partir de cette saison et selon un système en vigueur de 1950 à 1959, un point supplémentaire est attribué à l'auteur du meilleur tour en course ainsi qu'à son écurie, sous réserve qu'il se classe parmi les dix premiers.
Le directeur de course Charlie Whiting, personnage central des Grands Prix de Formule 1 depuis plus de vingt ans, meurt à Melbourne le 14 mars à la veille des premiers essais de la course inaugurale de la saison. Mercedes Grand Prix démarre le championnat 2019 en établissant un nouveau record de cinq doublés à l'arrivée des cinq premières courses. La saison est également marquée par le décès, le 20 mai, du triple champion du monde Niki Lauda, présence constante dans le stand Mercedes depuis 2012, et décisif dans l'arrivée de Lewis Hamilton comme pilote de l'écurie allemande en 2013, pour à ce jour, six doublés consécutifs championnat du monde constructeurs/championnat du monde pilotes depuis 2014.
Le 13 octobre à l'arrivée du Grand Prix du Japon, Mercedes remporte son sixième titre consécutif des constructeurs, à quatre courses de la fin, égalant la performance de la Scuderia Ferrari, championne de 1999 à 2004. Le 3 novembre, en se classant deuxième derrière son coéquipier Valtteri Bottas du Grand Prix des États-Unis, Lewis Hamilton, auteur de onze victoires dans la saison et ayant porté son record de pole positions à quatre-vingt-huit départs en tête, est sacré champion du monde pour la sixième fois et la troisième consécutive après 2008, 2014, 2015, 2017 et 2018. Il dépasse Juan Manuel Fangio (cinq titres), à un sacre du record détenu par Michael Schumacher depuis 2004. Son coéquipier Valtteri Bottas est vice-champion du monde et Max Verstappen finit troisième devant les deux pilotes Ferrari, Charles Leclerc suivi de Sebastian Vettel. Pour les constructeurs, Ferrari prend la deuxième place et Red Bull Racing la troisième ; le même tiercé qu'en 2017 et 2018.
La saison voit à nouveau les trois écuries de pointe accumuler toutes les victoires et la quasi-totalité des podiums, elles n'en laissent que trois : deux pour Toro Rosso (Daniil Kvyat troisième en Allemagne, Pierre Gasly deuxième au Brésil) et un pour McLaren (Carlos Sainz troisième au Brésil). Les victoires et tous les autres podiums se répartissent entre Hamilton (onze victoires, dix-sept podiums), Valtteri Bottas (quatre victoires, quinze podiums), Max Verstappen (trois victoires, neuf podiums), Charles Leclerc (deux victoires, dix podiums), par ailleurs pilote ayant réalisé le plus grand nombre de pole positions cette année (sept), et Sebastian Vettel (une victoire, neuf podiums). Hamilton est le seul à marquer des points dans les vingt-et-une courses de la saison, et établit deux nouveaux records : en points (413) et pour avoir mené au moins un tour dans dix-neuf courses cette année. Son écurie poursuit sa domination entamée au début de l'ère des moteurs V6 turbo hybrides en 2014 avec cette année neuf doublés, parvenant à un total de 102 victoires dont 89 ont été obtenues durant cette période.

## Repères en début de saison

### Pilotes
- Kimi Räikkönen en 2007, Lewis Hamilton en 2008, 2014, 2015, 2017 et 2018 et Sebastian Vettel en 2010, 2011, 2012 et 2013 sont les trois champions du monde en activité ;
- Kimi Räikkönen, avec 292 départs en Grand Prix à l'entame de la saison, est le pilote ayant le plus d'expérience devant Lewis Hamilton (229 départs) et Sebastian Vettel (219 départs) ;
- Lewis Hamilton est le pilote engagé en 2019 totalisant le plus de points (3 018 points), devant Sebastian Vettel (2 745 points), Kimi Räikkönen (1 816 points) et Daniel Ricciardo (986 points) ;
- Sept des vingt pilotes engagés en 2019 ont déjà remporté au moins un Grand Prix : Lewis Hamilton (73 victoires), Sebastian Vettel (52 victoires), Kimi Räikkönen (21 victoires), Daniel Ricciardo (7 victoires), Max Verstappen (5 victoires), Valtteri Bottas (3 victoires) et  Robert Kubica (1 victoire).

Débuts en tant que pilote titulaire :
- Lando Norris passe de pilote de réserve à titulaire chez McLaren Racing[1] ;
- Antonio Giovinazzi passe de pilote de réserve à titulaire chez Sauber (Alfa Romeo Racing)[2] ;
- George Russell devient titulaire chez Williams F1 Team[3] ;
- Alexander Albon est titularisé chez Scuderia Toro Rosso[4].

Départs :
- Fernando Alonso se retire de la discipline à l'issue de la saison 2018 après 312 départs, 2 titres mondiaux et 32 victoires[5] ;
- Stoffel Vandoorne quitte McLaren Racing pour courir en Formule E[6] ;
- Esteban Ocon, sans volant après le rachat de Force India, devient pilote de réserve et de simulateur pour Racing Point et Mercedes Grand Prix[7] ;
- Marcus Ericsson perd son statut de titulaire chez Sauber et s'engage en Indycar tout en restant pilote de réserve de l'écurie suisse[8],[9] ;
- Brendon Hartley, non-reconduit chez Toro Rosso, est recruté par la Scuderia Ferrari en tant que pilote de développement, aux côtés de Pascal Wehrlein[10] ;
- Sergey Sirotkin n'est pas reconduit chez Williams F1 Team.

Transferts :
- Daniel Ricciardo quitte Red Bull Racing pour Renault[11] ;
- Carlos Sainz Jr. quitte Renault pour McLaren Racing[12] ;
- Pierre Gasly quitte la Scuderia Toro Rosso pour Red Bull Racing[13] ;
- Kimi Räikkönen quitte la Scuderia Ferrari pour Sauber[14] ;
- Charles Leclerc quitte Sauber pour la Scuderia Ferrari[15] ;
- Lance Stroll quitte Williams F1 Team après deux saisons et rejoint Racing Point, l'écurie rachetée par son père Lawrence Stroll[16].

Transferts en cours de saison :
- Pendant la trêve estivale, Red Bull Racing remplace Pierre Gasly par Alexander Albon qui a débuté la saison chez la Scuderia Toro Rosso ; Gasly fait le chemin inverse[17].

Retour :
- Daniil Kvyat, absent en 2018, revient chez Toro Rosso, pour qui il avait déjà piloté en 2014 puis en 2016 et 2017[18] ;
- Robert Kubica revient en tant que titulaire chez Williams F1 Team, huit ans après avoir quitté la Formule 1 après un grave accident en rallye en février 2011[19].

Duos de pilotes reconduits :
- Lewis Hamilton et Valtteri Bottas chez Mercedes Grand Prix ;
- Kevin Magnussen et Romain Grosjean chez Haas F1 Team[20].

### Écuries
- L'ancienne écurie Force India, exclue du championnat 2018 est remplacée par Racing Point Force India F1 Team lors de son rachat par Lawrence Stroll en août 2018 ; en 2019, avec l'arrivée du sponsor-titre SportPesa, cette entité s'engage commercialement sous le nom SportPesa Racing Point F1 Team[21] ;
- Red Bull Racing est désormais motorisée par Honda après douze années avec Renault ;
- À la suite de l'initiative du partenaire Philip Morris International d'apparaître sur la carrosserie de la Ferrari SF71H, « Mission Winnow » devient sponsor-titre ;
- Rich Energy devient le sponsor-titre de l'écurie américaine Haas F1 Team. Le partenariat est rompu à la suite du Grand Prix automobile d'Italie 2019 car le commanditaire britannique a connu des soucis judiciaires en cours de saison avec l'action en justice de Whyte Bikes pour plagiat de logo[22]. Elle a également souffert du comportement de son ex-PDG William Storey lors du Grand Prix automobile de Grande-Bretagne 2019, ce dernier ayant même annoncé une rupture de contrat à la suite de « mauvaises performances de l'écurie américaine » sans l'accord des actionnaires[23] ;
- À la suite du retrait de Martini en tant que sponsor-titre de Williams, l'écurie Williams est renommée ROKiT Williams Racing ;
- Pour une meilleure visibilité commerciale, Renault Sport Formula One Team est renommé Renault F1 Team ;
- La dénomination commerciale de l'écurie Sauber devient Alfa Romeo Racing[24].

### Pneumatiques
Le fabricant unique Pirelli ne propose plus que trois couleurs de pneumatiques lisses cette saison : tendres (rouge), médiums (jaune) et durs (blanc). Toutefois, chacune de ces spécifications comprendra plusieurs composés différents. « L’idée est de donner un numéro à chaque composé. Mais c’est toujours en discussion, car je viens d’avoir une discussion avec les ingénieurs et ils préfèrent une lettre à la place d’un numéro », explique fin octobre 2018 Mario Isola, responsable du programme Formule 1 de Pirelli. Qu'il s'agisse de chiffres ou de lettres, les différents composés des pneumatiques tendres, médiums et durs seront donc indiqués.
| Classe | Équivalence des gommes       | Bande de roulement | Conditions de piste | Adhérence   | Longévité   |
| ------ | ---------------------------- | ------------------ | ------------------- | ----------- | ----------- |
| C1     | Dur (Hard)                   | Pneu lisse (slick) | Piste sèche         | Basse       | Longue      |
| C2     | Medium (Medium)              | Pneu lisse (slick) | Piste sèche         | Moyenne     | Étendue     |
| C3     | Tendre (Soft)                | Pneu lisse (slick) | Piste sèche         | Correcte    | Modérée     |
| C4     | Ultra tendre (Ultrasoft)     | Pneu lisse (slick) | Piste sèche         | Élevée      | Faible      |
| C5     | Hyper tendre (Hypersoft)     | Pneu lisse (slick) | Piste sèche         | Très élevée | Très faible |
| Pluie  | Intermédiaire (Intermediate) | Pneu sculpté       | Piste humide        |             |             |
| Pluie  | Pluie (Wet)                  | Pneu sculpté       | Piste trempée       |             |             |

Les gommes sont réparties sous 5 classes différentes allant de la classe C1 à la classe C5. C1 étant la gomme la plus dure tandis que C5 est la plus tendre. Trois choix s'offrent à Pirelli pour la sélection des pneus lors d'un grand prix. La gamme la plus dure (durs C1, médiums C2 et tendres C3), la gamme médium (durs C2, médiums C3 et tendres C4) et la gamme la plus tendre (durs C3, médiums C4 et tendres C5). Les couleurs de ces pneus dépendront de la sélection des gommes. La gomme la plus tendre se verra attribuée la couleur rouge, la médium la jaune tandis que la plus dure aura la couleur blanche. Pirelli doit annoncer la sélection des pneumatiques huit semaines à l'avance pour les courses en Europe et quatorze semaines à l'avance pour celles outre-mer. Les pilotes doivent garder un train des tendres pour la Q3, et un train des médiums et des durs pour la course, avec obligation d'utiliser l'un des deux.
| Pneus pour piste sèche | Pneus pour piste sèche | Pneus pour piste sèche | Pneus pluie    | Pneus pluie |
| ---------------------- | ---------------------- | ---------------------- | -------------- | ----------- |
| Tendres                | Medium                 | Durs                   | Intermédiaires | Pluie       |

### Aérodynamique et autres modifications
Le groupe de travail dirigé par le responsable du département sportif de la Formule 1, Ross Brawn, a adopté diverses solutions aérodynamiques pour la saison 2019 censées réduire l'appui et ainsi favoriser le spectacle, c'est-à-dire les dépassements. Sur l'aileron avant, les appendices verticaux sont désormais interdits, l'aileron lui-même passe de 1 800 mm de largeur en 2018 à 2 000 mm en 2019. Ses « flaps » (volets d'appui superposés) pourront désormais monter de 20 mm supplémentaires. Les appendices aérodynamiques autour des écopes de freins sont interdits. La hauteur des « barge boards » sur les flancs des F1 est réduite de 15 cm, mais ils sont allongés de 10 cm. Les stries d'aération sur les flancs des ailerons arrière sont bannies et la largeur de ces derniers passe de 950 à 1 050 mm. L'ouverture de l'aileron mobile (DRS) est portée de 65 à 85 mm.
Pour un des cadres dirigeants de Red Bull Racing, Helmut Marko, ces modifications ne vont rien changer : « J’ai pris des nouvelles de l’avancée de notre voiture pour 2019 et notamment la perte aérodynamique. Je crois que nous pouvons être confiants à ce sujet, de notre côté. Mais le but de la F1 qui était de favoriser le spectacle avec ça... je crains que non. Nos simulations démontrent que rien ne change. Les dépassements seront juste aussi difficiles. Alors tout ça ne fait que nous coûter de l’argent. Ah si, ces ailerons avant seront plus larges et donc plus faciles à casser ».
Par ailleurs, les voitures pourront désormais embarquer 110 kg de carburant en course, l'idée étant que les pilotes puissent être à l'attaque tout au long d'un Grand Prix sans se préoccuper d'économiser l'essence.

### Essais hivernaux
Les deux séances de tests hivernaux, en amont de la première course 2019 à Melbourne, se tiennent, comme chaque année, sur le Circuit de Catalunya à Barcelone, du 18 au 21 février puis du 26 février au 1er mars. Dans les dix jours précédant ces essais, toutes les monoplaces de la saison 2019 sont présentées, la nouvelle Alfa Romeo Racing (ex-Sauber) l'étant à Barcelone, au matin même de la première journée de test.
En 2018, la première séance hivernale avait été très perturbée par des chutes de neige et les monoplaces n'avaient pratiquement pas tourné en quatre jours. Au premier jour de ces essais, Sebastian Vettel réalise le meilleur temps en 1 min 18 s 161 au volant de la SF90, bouclant 169 tours sans souci. Le lendemain, son coéquipier Charles Leclerc prend le volant de la Ferrari et obtient le meilleur temps en 1 min 18 s 247 en bouclant 157 tours.
Le 20 février, Daniil Kvyat chausse les pneus les plus tendres de la gamme Pirelli sur sa Toro Rosso-Honda STR14 et domine le plateau en 1 min 17 s 704, une seconde plus rapide que le temps de Pierre Gasly lors des qualifications du Grand Prix d'Espagne 2018. Kvyat devance Kimi Räikkönen qui effectue le plus grand nombre de tours (138) au volant de l'Alfa Romeo C38. Finalement, Nico Hülkenberg à bord de la Renault R.S.19 obtient le meilleur temps de ces quatre jours d'essais en 1 min 17 s 393 avec le type de gommes les plus tendres. Mais Ferrari impressionne le plus les observateurs avec 598 tours bouclés par ses deux pilotes sans rencontrer de problème, plus de 1 000 boucles effectuées par le moteur maison qui équipe aussi les Alfa Romeo et les Haas, et une série de tours rapides réalisés avec des pneumatiques plus durs (C3), Pirelli estimant le gain de performances entre C3 et C5 à 1,2 seconde au tour,,.
Pour la deuxième partie des essais, les pilotes de la McLaren MCL34 se mettent les premiers en valeur avec les composés de pneumatiques les plus tendres (type C4) ; Lando Norris tournant en 1 min 17 s 709 et Carlos Sainz Jr. se montrant le plus rapide le lendemain en 1 min 17 s 144, meilleur temps des essais préparatoires,. En chaussant le composé C5, Sebastian Vettel obtient, le 1er mars, le meilleur temps des huit journées d'essais, en 1 min 16 s 221, devant Lewis Hamilton (1 min 16 s 224) et Charles Leclerc (1 min 16 s 231),.

### Règlement sportif
À partir de cette saison, à chaque Grand Prix, le pilote ayant réalisé le meilleur tour en course, soit le tour le plus rapide réussi par un des concurrents durant la course, se voit accorder un point bonus, à condition qu’il soit classé parmi les dix premiers,. Un point est également attribué au constructeur ayant engagé ce pilote. Cette règle a été utilisée pour la dernière fois en 1959.
Par ailleurs, le drapeau noir et blanc est remis au goût du jour par Michael Masi, qui a remplacé Charlie Whiting, disparu en mars 2019, en tant que directeur de course de la Formule 1. Ce drapeau qui avait été utilisé pour la dernière fois en 2010, constitue un « avertissement » ou selon Masi, « la version sport auto du carton jaune en football ». Il est brandi sous le nez du pilote auteur d'une action jugée dangereuse en course (comme pour Charles Leclerc face à Lewis Hamilton au 23e tour du Grand Prix d'Italie) ; la récidive entraîne enquête des commissaires et éventuelle pénalité.

## Pilotes et monoplaces
| Écuries                                          | Constructeurs | Châssis                       | Moteurs                       | Pneus | no | Pilotes            | Pilotes de réserves et de développement                                          |
| ------------------------------------------------ | ------------- | ----------------------------- | ----------------------------- | ----- | -- | ------------------ | -------------------------------------------------------------------------------- |
| Mercedes-AMG Petronas Motorsport                 | Mercedes      | Mercedes-AMG F1 W10 EQ Power+ | Mercedes AMG F1 M10 EQ Power+ | P     | 44 | Lewis Hamilton     | Esteban Ocon Stoffel Vandoorne Esteban Gutiérrez George Russell Nikita Mazepin   |
| Mercedes-AMG Petronas Motorsport                 | Mercedes      | Mercedes-AMG F1 W10 EQ Power+ | Mercedes AMG F1 M10 EQ Power+ | P     | 77 | Valtteri Bottas    | Esteban Ocon Stoffel Vandoorne Esteban Gutiérrez George Russell Nikita Mazepin   |
| Scuderia Ferrari Scuderia Ferrari Mission Winnow | Ferrari       | Ferrari SF90                  | Ferrari Tipo 064              | P     | 5  | Sebastian Vettel   | Pascal Wehrlein Brendon Hartley Antonio Fuoco Davide Rigon Mick Schumacher       |
| Scuderia Ferrari Scuderia Ferrari Mission Winnow | Ferrari       | Ferrari SF90                  | Ferrari Tipo 064              | P     | 16 | Charles Leclerc    | Pascal Wehrlein Brendon Hartley Antonio Fuoco Davide Rigon Mick Schumacher       |
| Aston Martin Red Bull Racing                     | Red Bull      | Red Bull RB15                 | Honda RA619H                  | P     | 10 | Pierre Gasly       | Sébastien Buemi Daniel Ticktum                                                   |
| Aston Martin Red Bull Racing                     | Red Bull      | Red Bull RB15                 | Honda RA619H                  | P     | 33 | Max Verstappen     | Sébastien Buemi Daniel Ticktum                                                   |
| Aston Martin Red Bull Racing                     | Red Bull      | Red Bull RB15                 | Honda RA619H                  | P     | 23 | Alexander Albon    | Sébastien Buemi Daniel Ticktum                                                   |
| Renault F1 Team                                  | Renault       | Renault R.S.19                | Renault E Tech 19             | P     | 3  | Daniel Ricciardo   | Sergey Sirotkin Jack Aitken Zhou Guanyu                                          |
| Renault F1 Team                                  | Renault       | Renault R.S.19                | Renault E Tech 19             | P     | 27 | Nico Hülkenberg    | Sergey Sirotkin Jack Aitken Zhou Guanyu                                          |
| Rich Energy Haas F1 Team Haas F1 Team            | Haas          | Haas VF-19                    | Ferrari Tipo 064              | P     | 8  | Romain Grosjean    | Pietro Fittipaldi Louis Delétraz                                                 |
| Rich Energy Haas F1 Team Haas F1 Team            | Haas          | Haas VF-19                    | Ferrari Tipo 064              | P     | 20 | Kevin Magnussen    | Pietro Fittipaldi Louis Delétraz                                                 |
| McLaren F1 Team                                  | McLaren       | McLaren MCL34                 | Renault E Tech 19             | P     | 4  | Lando Norris       | Sergey Sirotkin Fernando Alonso Sérgio Sette Câmara Oliver Turvey                |
| McLaren F1 Team                                  | McLaren       | McLaren MCL34                 | Renault E Tech 19             | P     | 55 | Carlos Sainz Jr.   | Sergey Sirotkin Fernando Alonso Sérgio Sette Câmara Oliver Turvey                |
| SportPesa Racing Point F1 Team                   | Racing Point  | Racing Point RP19             | BWT Mercedes F1 M10 EQ Power+ | P     | 11 | Sergio Pérez       | Nick Yelloly Nikita Mazepin                                                      |
| SportPesa Racing Point F1 Team                   | Racing Point  | Racing Point RP19             | BWT Mercedes F1 M10 EQ Power+ | P     | 18 | Lance Stroll       | Nick Yelloly Nikita Mazepin                                                      |
| Alfa Romeo Racing                                | Sauber        | Alfa Romeo C38                | Ferrari Tipo 064              | P     | 7  | Kimi Räikkönen     | Marcus Ericsson Tatiana Calderón Juan Manuel Correa Mick Schumacher Callum Ilott |
| Alfa Romeo Racing                                | Sauber        | Alfa Romeo C38                | Ferrari Tipo 064              | P     | 99 | Antonio Giovinazzi | Marcus Ericsson Tatiana Calderón Juan Manuel Correa Mick Schumacher Callum Ilott |
| Red Bull Toro Rosso Honda                        | Toro Rosso    | Toro Rosso STR14              | Honda RA619H                  | P     | 23 | Alexander Albon    | Sean Gelael Sébastien Buemi Naoki Yamamoto                                       |
| Red Bull Toro Rosso Honda                        | Toro Rosso    | Toro Rosso STR14              | Honda RA619H                  | P     | 26 | Daniil Kvyat       | Sean Gelael Sébastien Buemi Naoki Yamamoto                                       |
| Red Bull Toro Rosso Honda                        | Toro Rosso    | Toro Rosso STR14              | Honda RA619H                  | P     | 10 | Pierre Gasly       | Sean Gelael Sébastien Buemi Naoki Yamamoto                                       |
| ROKiT Williams Racing                            | Williams      | Williams FW42                 | Mercedes AMG F1 M10 EQ Power+ | P     | 63 | George Russell     | Nicholas Latifi Jamie Chadwick Roy Nissany                                       |
| ROKiT Williams Racing                            | Williams      | Williams FW42                 | Mercedes AMG F1 M10 EQ Power+ | P     | 88 | Robert Kubica      | Nicholas Latifi Jamie Chadwick Roy Nissany                                       |

## Grands Prix de la saison 2019

Mappemonde représentant les pays accueillant un Grand Prix en 2019.

La Fédération internationale de l'automobile publie le 12 octobre 2018 la version définitive du calendrier de la saison 2019 à l'issue d'une réunion de son conseil mondial. Le calendrier 2019 est identique à celui de 2018 avec les mêmes 21 Grand Prix, seuls les Grands Prix du Mexique et des États-Unis sont inversés. Le 14 avril 2019 à Shanghai est disputée la 1000e course de l'histoire du championnat. C'est ainsi le premier championnat à se clore en décembre depuis 1963.
| no   | Date          | Grand Prix                    | Lieu              | Vainqueur        | Écurie         | Pole position    | Record du tour   | Pilote du jour   | Résumé |
| ---- | ------------- | ----------------------------- | ----------------- | ---------------- | -------------- | ---------------- | ---------------- | ---------------- | ------ |
| 998  | 17 mars       | Grand Prix d'Australie        | Melbourne         | Valtteri Bottas  | Mercedes       | Lewis Hamilton   | Valtteri Bottas  | Valtteri Bottas  | Résumé |
| 999  | 31 mars       | Grand Prix de Bahreïn         | Sakhir            | Lewis Hamilton   | Mercedes       | Charles Leclerc  | Charles Leclerc  | Charles Leclerc  | Résumé |
| 1000 | 14 avril      | Grand Prix de Chine           | Shanghai          | Lewis Hamilton   | Mercedes       | Valtteri Bottas  | Pierre Gasly     | Alexander Albon  | Résumé |
| 1001 | 28 avril      | Grand Prix d'Azerbaïdjan      | Bakou             | Valtteri Bottas  | Mercedes       | Valtteri Bottas  | Charles Leclerc  | Charles Leclerc  | Résumé |
| 1002 | 12 mai        | Grand Prix d'Espagne          | Barcelone         | Lewis Hamilton   | Mercedes       | Valtteri Bottas  | Lewis Hamilton   | Max Verstappen   | Résumé |
| 1003 | 26 mai        | Grand Prix de Monaco          | Monaco            | Lewis Hamilton   | Mercedes       | Lewis Hamilton   | Pierre Gasly     | Max Verstappen   | Résumé |
| 1004 | 9 juin        | Grand Prix du Canada          | Montréal          | Lewis Hamilton   | Mercedes       | Sebastian Vettel | Valtteri Bottas  | Sebastian Vettel | Résumé |
| 1005 | 23 juin       | Grand Prix de France          | Le Castellet      | Lewis Hamilton   | Mercedes       | Lewis Hamilton   | Sebastian Vettel | Lando Norris     | Résumé |
| 1006 | 30 juin       | Grand Prix d'Autriche         | Spielberg         | Max Verstappen   | Red Bull-Honda | Charles Leclerc  | Max Verstappen   | Max Verstappen   | Résumé |
| 1007 | 14 juillet    | Grand Prix de Grande-Bretagne | Silverstone       | Lewis Hamilton   | Mercedes       | Valtteri Bottas  | Lewis Hamilton   | Charles Leclerc  | Résumé |
| 1008 | 28 juillet    | Grand Prix d'Allemagne        | Hockenheim        | Max Verstappen   | Red Bull-Honda | Lewis Hamilton   | Max Verstappen   | Max Verstappen   | Résumé |
| 1009 | 4 août        | Grand Prix de Hongrie         | Budapest          | Lewis Hamilton   | Mercedes       | Max Verstappen   | Max Verstappen   | Max Verstappen   | Résumé |
| 1010 | 1er septembre | Grand Prix de Belgique        | Spa-Francorchamps | Charles Leclerc  | Ferrari        | Charles Leclerc  | Sebastian Vettel | Lando Norris     | Résumé |
| 1011 | 8 septembre   | Grand Prix d'Italie           | Monza             | Charles Leclerc  | Ferrari        | Charles Leclerc  | Lewis Hamilton   | Charles Leclerc  | Résumé |
| 1012 | 22 septembre  | Grand Prix de Singapour       | Singapour         | Sebastian Vettel | Ferrari        | Charles Leclerc  | Kevin Magnussen  | Sebastian Vettel | Résumé |
| 1013 | 29 septembre  | Grand Prix de Russie          | Sotchi            | Lewis Hamilton   | Mercedes       | Charles Leclerc  | Lewis Hamilton   | Sebastian Vettel | Résumé |
| 1014 | 13 octobre    | Grand Prix du Japon           | Suzuka            | Valtteri Bottas  | Mercedes       | Sebastian Vettel | Lewis Hamilton   | Valtteri Bottas  | Résumé |
| 1015 | 27 octobre    | Grand Prix du Mexique         | Mexico            | Lewis Hamilton   | Mercedes       | Charles Leclerc  | Charles Leclerc  | Max Verstappen   | Résumé |
| 1016 | 3 novembre    | Grand Prix des États-Unis     | Austin            | Valtteri Bottas  | Mercedes       | Valtteri Bottas  | Charles Leclerc  | Alexander Albon  | Résumé |
| 1017 | 17 novembre   | Grand Prix du Brésil          | São Paulo         | Max Verstappen   | Red Bull-Honda | Max Verstappen   | Valtteri Bottas  | Max Verstappen   | Résumé |
| 1018 | 1er décembre  | Grand Prix d'Abou Dabi        | Yas Marina        | Lewis Hamilton   | Mercedes       | Lewis Hamilton   | Lewis Hamilton   | Nico Hülkenberg  | Résumé |

## Déroulement de la saison et faits marquants du championnat

### Grand Prix d'Australie
Lewis Hamilton, qui n'a jamais été battu en qualifications sur le circuit de l'Albert Park depuis le début de l'ère des moteurs V6 turbocompressés à double système de récupération d'énergie en 2014, saison qui a aussi marqué le départ de la domination de Mercedes sur la Formule 1, réalise sa sixième pole position consécutive à Melbourne et la quatre-vingt-quatrième de sa carrière en établissant un nouveau record du tracé à 237,194 km/h de vitesse moyenne. Au volant de la W10, les pilotes des Flèches d'Argent monopolisent la première ligne, Valtteri Bottas terminant à 112 millièmes de seconde de son coéquipier. Sebastian Vettel, troisième, est relégué à plus de sept dixièmes de seconde et est accompagné en deuxième ligne par Max Verstappen. Charles Leclerc est en troisième ligne devant Romain Grosjean. Kevin Magnussen et le novice Lando Norris, au volant de sa McLaren MCL34, s'élancent en quatrième ligne.
Valtteri Bottas, qui prend un meilleur départ que Lewis Hamilton, vire en tête au premier freinage et s'impose au bout des cinquante-huit tours de course pour obtenir la quatrième victoire de sa carrière, sa première depuis le Grand Prix d'Abou Dabi 2017. Le Finlandais creuse un important écart sur son coéquipier (qui, en terminant deuxième, permet à Mercedes d'obtenir un quarante-cinquième doublé) et couronne son week-end par le point supplémentaire du meilleur tour en course qu'il réalise à une boucle de l'arrivée. Revanchard dans son tour d'honneur, sans doute blessé par les critiques qu'il a subies l'année précédente, Bottas lâche dans son casque « À ceux que cela concerne, allez vous faire foutre ! ».
En dépassant Sebastian Vettel d'une manœuvre autoritaire au trente-et-unième tour, Max Verstappen offre au moteur Honda son premier podium à l'ère des V6 hybrides, après onze années et la troisième place de Rubens Barrichello au volant de la Honda RA108 au Grand Prix de Grande-Bretagne 2008. Vettel demande alors par radio à son stand « Pourquoi sommes-nous si lents ? ». Il précède son coéquipier Charles Leclerc qui termine dans ses échappements à la même place que sur la grille de départ. Romain Grosjean contraint à l'abandon, Kevin Magnussen conduit sa Haas-Ferrari à la sixième place ; il est le dernier pilote à franchir la ligne d'arrivée dans le tour du vainqueur. Nico Hülkenberg, remonté du onzième rang sur la grille, se classe septième, contenant un groupe compact constitué de  Kimi Räikkönen, Lance Stroll, Daniil Kvyat, qui prend le dernier point en jeu, et Pierre Gasly, onzième pour sa première course avec Red Bull Racing. Devant son public, Daniel Ricciardo abîme sa Renault au départ et abandonne au bout de vingt-neuf tours.
Valtteri Bottas mène le championnat avec 26 points (25 points alloués à la victoire et 1 pour le tour le plus rapide), devant les neuf pilotes qu'il a devancé dans cette première course de la saison. Mercedes Grand Prix est en tête du championnat des constructeurs avec 44 points, bénéficiant également de l'unité supplémentaire liée au meilleur tour de Bottas, et devance Ferrari (22 points), Red Bull (15 points), Haas (8 points), Renault (6 points), Alfa Romeo Racing (4 points), Racing Point (2 points) et Toro Rosso (1 point) ; McLaren et Williams n'ont pas marqué.

### Grand Prix de Bahreïn
Dominateur des trois phases des qualifications après des essais libres maîtrisés, Charles Leclerc obtient la première pole position de sa carrière, dès sa deuxième course pour la Scuderia Ferrari, au volant de la SF90 ; il bat également le record du tracé de Sakhir, à 221,738 km/h de moyenne. Premier pilote monégasque à s'élancer en tête d'un Grand Prix, il devance son coéquipier Sebastian Vettel de trois dixièmes de seconde pour une première ligne entièrement rouge, comme en 2018. Plus proches des Ferrari que lors des essais libres, Lewis Hamilton et Valtteri Bottas suivent en deuxième ligne. Max Verstappen, auteur du cinquième temps, s'élance de la troisième ligne, devant Kevin Magnussen ; ils précèdent Carlos Sainz Jr. et Kimi Räikkönen, alors que Lando Norris et Daniel Ricciardo occupent la cinquième ligne de la grille de départ. Romain Grosjean, auteur du huitième temps est pénalisé et s'élance de la onzième place.
Lewis Hamilton obtient sa première victoire de la saison, la soixante-quatorzième de sa carrière, et Mercedes Grand Prix un quarante-sixième doublé dans l'ordre inverse de celui réalisé à Melbourne deux semaines plus tôt ; les Flèches d'Argent doivent toutefois ce résultat à un problème de perte de puissance touchant Charles Leclerc à onze tours de l'arrivée. Le jeune Monégasque rate son départ, est débordé par son coéquipier Sebastian Vettel puis par Valtteri Bottas, et ensuite sévèrement menacé par Hamilton dans les premiers virages. En l'espace de six tours, Leclerc repasse tout d'abord Bottas (qui cède à une attaque de Hamilton au virage suivant, perdant deux positions d'un coup) puis il double son coéquipier Vettel à l'aide de l'aileron arrière mobile avant de caracoler en tête durant quarante tours ; bien plus rapide que ses poursuivants, il creuse peu à peu l'écart et obtient le point du meilleur tour en course dans sa trente-huitième boucle. Derrière lui, au même moment, Hamilton dépasse Vettel ; dans ce combat roue contre roue, le pilote allemand part, tout seul, en tête-à-queue dans le virage no 4 et abîme considérablement ses gommes. Les vibrations engendrées provoquent la casse de son aileron avant qui se détache en ligne droite ; il perd dès lors tout espoir de podium.
Alors qu'il a dix secondes d'avance sur Hamilton, Charles Leclerc annonce dans son quarante-sixième tour rencontrer un problème de moteur : un court-circuit sur un injecteur d'un des six cylindres du groupe propulseur sera ultérieurement identifié. Il s'en trouve considérablement ralenti avec une perte d'environ 160 chevaux, et ne peut faire face au retour des Mercedes qui lui reprennent de cinq à six secondes par boucle. Hamilton le dépasse au quarante-huitième tour, Bottas au cinquante-quatrième et Max Verstappen s'apprête à faire de même quand les deux Renault tombent en panne simultanément au bord du circuit, entraînant la sortie de la voiture de sécurité pour les trois derniers tours, ce qui permet à Leclerc de conserver sa position et d'obtenir le premier podium de sa carrière avant d'être désigné « pilote du jour ».
À l'arrivée, Hamilton n'a de cesse de dire que Leclerc méritait la victoire et souligne la chance dont il a bénéficié. Son premier geste, une fois sorti de sa voiture, est d'aller réconforter le pilote Ferrari en lui expliquant qu'il « a de nombreuses victoires devant lui. » Verstappen se classe quatrième devant Vettel, remonté après son passage au stand pour changer de museau pour prendre dix points ; au sixième rang, Lando Norris marque les premiers points de sa carrière, emmenant Kimi Räikkönen dans son sillage alors que Pierre Gasly marque pour la première fois pour Red Bull, devant le Thaïlandais Alexander Albon qui ouvre lui aussi son compteur. Sergio Pérez prend le point restant.
Valtteri Bottas mène toujours le championnat avec 44 points, un de plus que Lewis Hamilton (43 points). Max Verstappen est troisième avec 27 points, devant Charles Leclerc (26 points, avec celui de son meilleur tour à Bahreïn). Suivent Vettel (22 points) Raïkkönen (10 points), Norris et Kevin Magnussen, tous deux avec huit points. Mercedes Grand Prix augmente son avance en tête du championnat des constructeurs avec 87 points et devance Ferrari (43 points), Red Bull (27 points), Alfa Romeo Racing (10 points), McLaren et Haas (8 points), Renault (6 points), Racing Point et Toro Rosso (3 point) ; seul Williams n'a pas encore marqué.

### Grand Prix de Chine

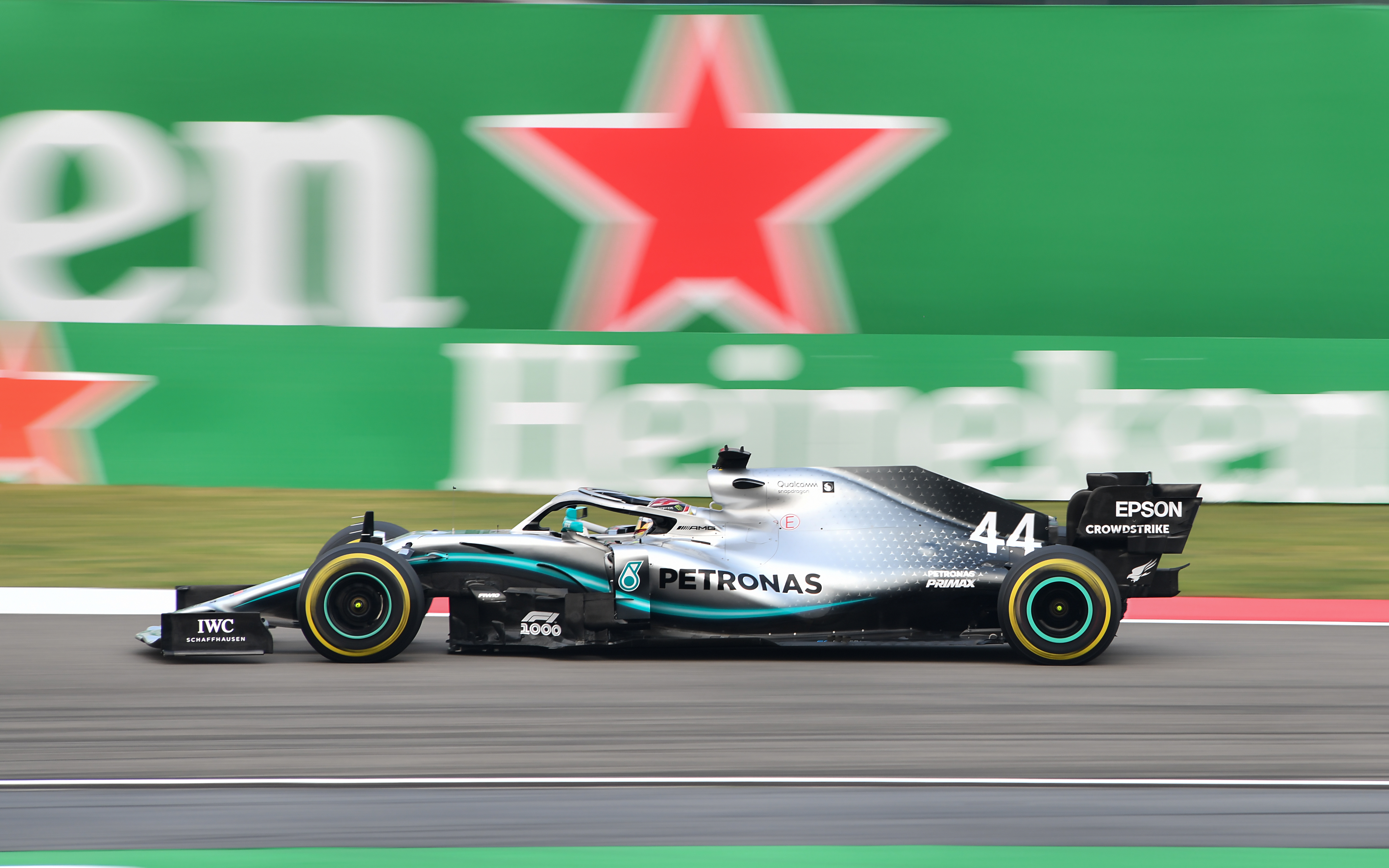
Lewis Hamilton au Grand Prix de Chine 2019.

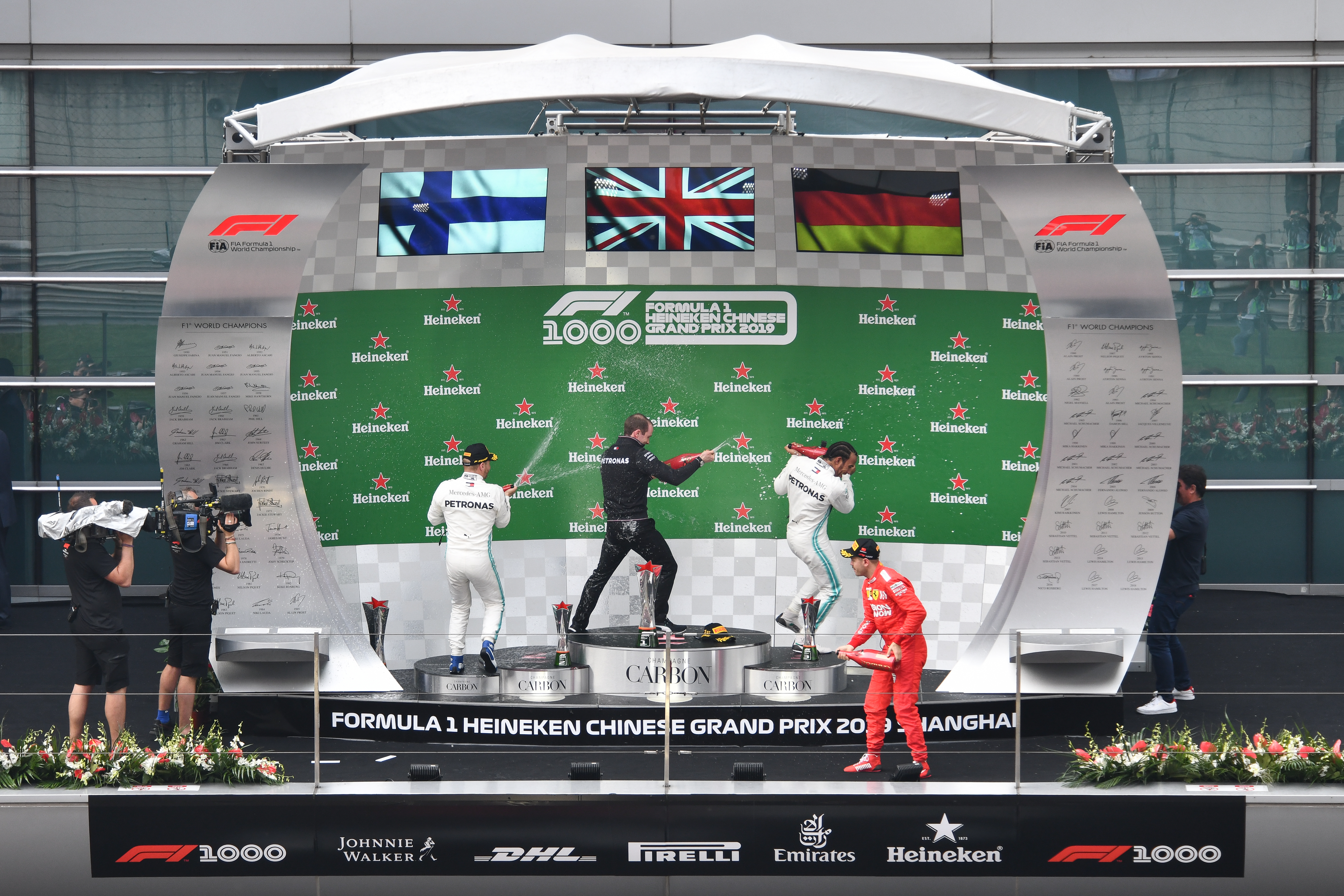
Le podium du Grand Prix de Chine 2019.

Sur la 1000e grille de départ du championnat du monde, les deux Mercedes, les deux Ferrari, les deux Red Bull, les deux Renault et les deux Haas se suivent dans cet ordre aux dix premières places. Valtteri Bottas, dominateur au volant de la W10, prend le meilleur sur Lewis Hamilton lors de ses deux tentatives dans la troisième phase des qualifications et réalise la septième pole position de sa carrière avec 23 millièmes de seconde d'avance sur son coéquipier. À bord de leurs Ferrari SF90, repoussées à trois dixièmes de seconde, Sebastian Vettel se montre plus rapide que Charles Leclerc. En troisième ligne, Max Verstappen devance Pierre Gasly qui atteint pour la première fois la Q3 avec Red Bull. Daniel Ricciardo précède Nico Hülkenberg sur la quatrième ligne. Une erreur de timing a empêché les pilotes Red Bull et Haas, relâchés dans le trafic, d'effectuer une ultime tentative en Q3 : ils ont franchi la ligne de chronométrage après que le feu est passé au rouge ; les premiers avaient toutefois réalisé un temps chronométré en début de séance, à l'inverse des seconds.
Qu'elles bénéficient de circonstances favorables comme deux semaines plus tôt, à Bahreïn, ou qu'elles affichent un rythme supérieur à la concurrence, les Mercedes obtiennent un doublé au terme des cinquante-six tours du circuit de Shanghai, leur troisième en trois courses consécutives ; il s'agit de la soixante-quinzième victoire de Lewis Hamilton et de la quatre-vingt-dixième de l'écurie allemande. Le quintuple champion du monde britannique prend un meilleur départ que son coéquipier qui patine légèrement à l'extinction des feux, puis s'échappe, mène la course de bout en bout, n'est jamais inquiété et s'impose pour la deuxième fois consécutive de la saison, entendant à l'arrivée le traditionnel « Get in there Lewis! Fantastic drive! » de son ingénieur ; Bottas deuxième n'a jamais été menacé durant l'ensemble de l'épreuve. Charles Leclerc prend le meilleur sur son coéquipier au départ et s'installe au troisième rang ; mais au bout de dix tours, son stand lui ordonne de laisser passer Sebastian Vettel ce qui va lui permettre de monter sur son premier podium de la saison. Les pilotes de la Scuderia, qui ne peuvent rien faire face aux Flèches d'Argent, sont contraints de « couvrir » la stratégie à deux arrêts de Max Verstappen qui joue l'undercut et parvient à s'intercaler entre eux pour ravir la quatrième place de Leclerc ; Vettel doit même se défendre vigoureusement face aux attaques du Néerlandais, lors d'une belle passe d'armes au dix-neuvième tour, après leurs premiers arrêts. En fin de course, Red Bull arrête Pierre Gasly une troisième fois pour chausser sa RB15 de pneumatiques tendres afin qu'il réalise le premier meilleur tour en course de sa carrière, à une boucle de l'arrivée, ce qui lui offre un neuvième point complétant les huit de sa sixième place. Daniel Ricciardo, en septième position durant toute la course, marque ses premiers points pour Renault ; il devance Sergio Pérez qui résiste jusqu'au bout à Kimi Räikkönen alors qu'Alexander Albon, parti de la voie des stands, inscrit le point de la dixième place et est élu « pilote du jour ». De la septième place de Ricciardo à la dixième d'Albon, ils sont quatre à n'avoir observé qu'un arrêt au stand durant la course.
Lewis Hamilton, avec 68 points, ravit la tête du championnat à Valtteri Bottas (62 points). Max Verstappen est troisième (39 points) devant Sebastian Vettel (37 points) et Charles Leclerc suit avec 36 points. Pierre Gasly (13 points) repousse Kimi Räikkönen au septième rang (12 points). Au classement des constructeurs, trois doublés donnent 130 points à Mercedes Grand Prix, soit presque le double de Ferrari (73 points). Red Bull se rapproche (52 points) ; Renault et Alfa Romeo Racing totalisent 12 points et McLaren et Haas 8 points. Racing Point (7 points) et Toro Rosso (4 points) suivent ; Williams n'a pas encore marqué.

### Grand Prix d'Azerbaïdjan

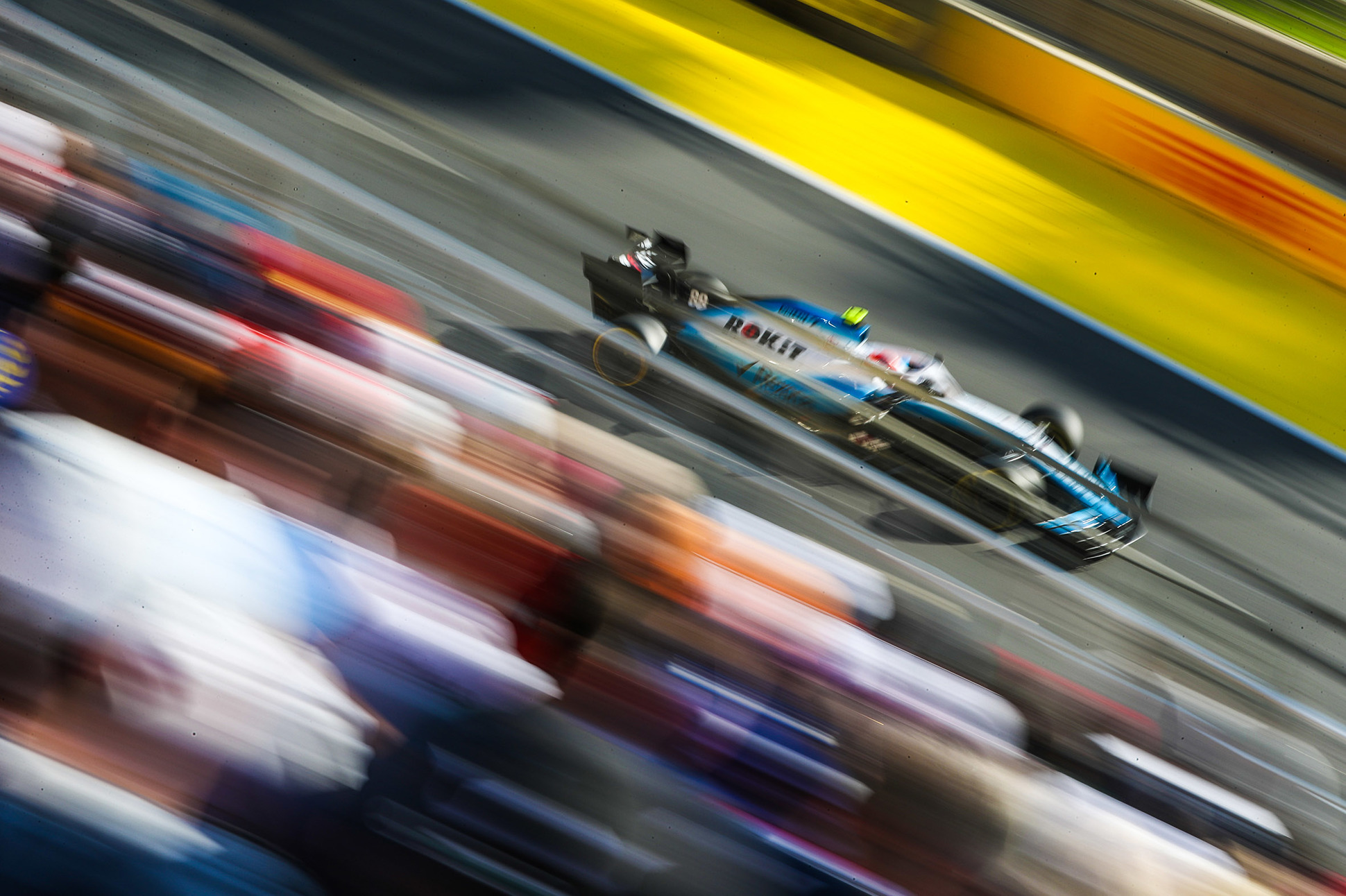
Robert Kubica au Grand Prix d'Azerbaïdjan 2019.

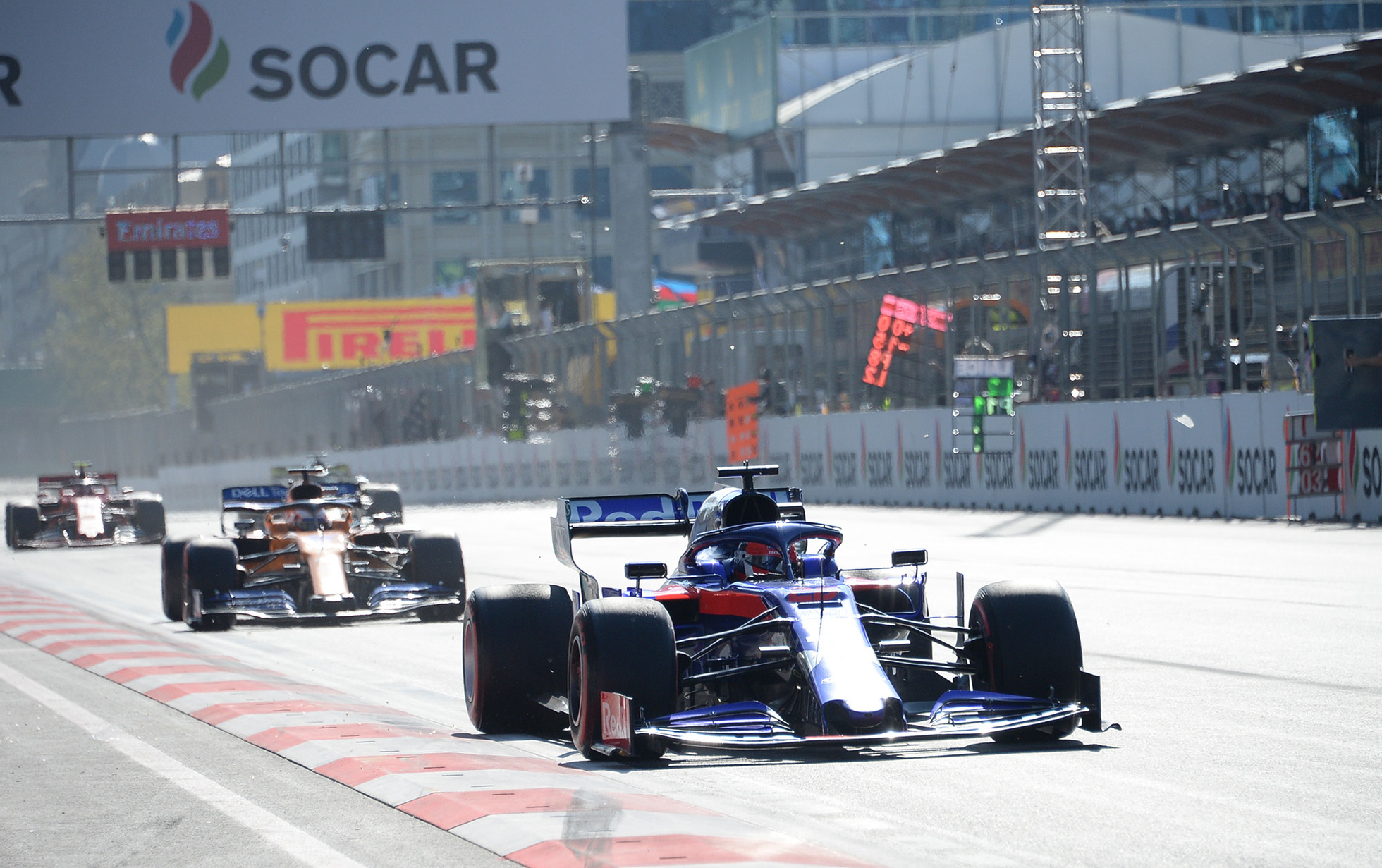
Daniil Kvyat au Grand Prix d'Azerbaïdjan 2019.

La séance de qualification, perturbée par deux interruptions sur drapeau rouge et rallongée de cinquante-deux minutes, s'achève dans le jour déclinant en raison des accidents dans le virage no 9 où Robert Kubica en Q1 puis Charles Leclerc en Q2 ont encastré leur monoplace dans les bordures de sécurité. Le Monégasque, qui a dominé toutes les séances d'essais libres et paraissait en mesure de se battre la pole position s'élancera de la huitième place. La pole position se joue au jeu du chat et de la souris lors des ultimes tentatives des pilotes en Q3 : l'aspiration s'avérant capitale dans les longues lignes droites, les Mercedes piègent Sebastian Vettel en le laissant sortir de la voie des stands seul devant. Calé en bout de peloton, Valtteri Bottas obtient la huitième pole position de sa carrière avec 23 millièmes de seconde d'avance sur son coéquipier Lewis Hamilton tandis que Vettel est repoussé en deuxième ligne, à trois dixièmes de seconde, accompagné par Max Verstappen. La troisième ligne accueille Sergio Pérez, cinquième à plus d'une seconde de Bottas, et Daniil Kvyat. Lando Norris devait être accompagné par Kimi Räikkönen en quatrième ligne mais le Finlandais est disqualifié pour aileron avant non conforme et part de la voie des stands ; Charles Leclerc prend sa place alors que la cinquième ligne est composée de Carlos Sainz Jr. et de Daniel Ricciardo.
Mercedes Grand Prix, qui domine la Formule 1 depuis le début de l'ère des moteurs V6 turbo hybrides en 2014, n'avait jamais encore réussi à réaliser quatre doublés à l'arrivée des quatre premières courses de la saison. C'est chose faite sur le circuit urbain de Bakou et il s'agit d'un record historique. Parti en pole position, Valtteri Bottas remporte la cinquième victoire de sa carrière ; il résiste à son coéquipier dans les premiers virages puis garde suffisamment de rythme en fin de course pour interdire toute possibilité de dépassement à Lewis Hamilton qui termine à un peu plus d'une seconde. Les pilotes des Flèches d'Argent en sont à deux victoires chacun. Sebastian Vettel et Max Verstappen franchissent la ligne d'arrivée aux mêmes places que sur la grille de départ sans avoir été en mesure de troubler la marche triomphale des deux W10. Parti huitième, Charles Leclerc perd deux positions au départ mais remonte jusqu'à mener la course durant une vingtaine de tours grâce à une stratégie décalée. Après son arrêt dans la trente-quatrième boucle, il sécurise sa cinquième place au point de pouvoir s'arrêter en vue de l'arrivée pour chausser des pneumatiques neufs et réaliser le meilleur tour en course, ce qui lui offre un point supplémentaire. Il est élu « pilote du jour ».
Sergio Pérez profite de sa bonne position sur la grille pour terminer sixième, devant les McLaren de Carlos Sainz Jr. et Lando Norris. Racing Point amène aussi ses deux RP19 dans les points avec la neuvième place de Lance Stroll. Kimi Räikkönen inscrit le dernier point en jeu ; les dix premiers terminent dans le même tour que le vainqueur. Un étonnant incident se produit au trente-et-unième tour : luttant pour la dix-septième place, Daniel Ricciardo tire tout droit au virage no 4 et emmène Daniil Kvyat dans l'échappatoire. Il enclenche sa marche arrière pour se remettre en piste sans voir que la Toro Rosso est derrière lui et l'emboutit, provoquant leur double abandon. L'Australien est pénalisé d'un recul de trois places sur la grille du prochain Grand Prix.
Bottas reprend la tête du championnat du monde avec 87 points, un de plus qu'Hamilton correspondant à son meilleur tour en Australie. Grâce à son deuxième podium consécutif, Vettel (52 points) prend la troisième place à Verstappen (51 points). Leclerc est cinquième avec 47 points ; Pérez, Gasly et Räikkönen suivent avec 13 points. Chez les constructeurs, Mercedes, avec 173 points en quatre courses devance Ferrari (99 points) et Red Bull Racing (64 points) ; suivent McLaren (18 points), Racing Point (17 points) Alfa Romeo (13 points), Renault (12 points), Haas (8 points) et Toro Rosso (4 points). Williams n'a toujours pas inscrit de point.

### Grand Prix d'Espagne
Sur le circuit où les Ferrari ont dominé les essais hivernaux de fin février, le contraste est saisissant puisque, trois mois plus tard, les pilotes de la Scuderia n'ont pas eu la moindre chance de jouer les premiers rôles en qualifications face aux Mercedes. Le match entre les deux pilotes des Flèches d'Argent tourne largement à l'avantage de Valtteri Bottas qui obtient sa troisième pole position consécutive, en battant de plus d'une demi-seconde le record du circuit de Catalunya, repoussant son coéquipier Lewis Hamilton à six dixièmes. Sebastian Vettel est à huit dixièmes, Max Verstappen à neuf dixièmes et Charles Leclerc à plus d'une seconde. Si les quatre premières places sur la grille sont les mêmes qu'à Bakou deux semaines plus tôt, le pilote monégasque est accompagné, en troisième ligne, par Pierre Gasly ; les Haas-Ferrari de Romain Grosjean et Kevin Magnussen se partagent la quatrième ligne, suivies par Daniil Kvyat et Lando Norris, auteur du onzième temps mais qui bénéficie de la pénalité d'un recul de trois places de Daniel Ricciardo.
Mercedes Grand Prix réalise le meilleur début de saison de son histoire, et de celle de la Formule 1, avec un cinquième doublé en cinq courses. Largement plus performantes que leurs concurrentes, la décision pour la victoire entre les deux W10 se joue dès l'extinction des feux, quand Lewis Hamilton prend un meilleur départ que Valtteri Bottas. Il vire en tête au premier virage, s'échappe et mène la course de bout en bout, s'attribuant dans sa cinquante-quatrième boucle le point supplémentaire du meilleur tour en course. Le quintuple champion du monde britannique obtient la soixante-seizième victoire de sa carrière et déjà sa troisième cette saison. C'est également son troisième succès consécutif sur le circuit catalan. Bottas n'étant à aucun moment inquiété pour assurer le doublé, le podium se joue également au départ, quand Sebastian Vettel, qui parvient à se porter à la hauteur des Mercedes au bout de la ligne droite, bloque ses roues, vire large, et laisse Max Verstappen s'infiltrer devant lui : la troisième place est au bout pour le pilote néerlandais, dont la Red Bull s'avère sur cette course plus performante que les Ferrari, ni Vettel, ni Leclerc qui termine cinquième n'ayant réussi le menacer en échangeant tour à tour leurs positions. La sortie de la voiture de sécurité à vingt tours de l'arrivée à la suite d'un accrochage entre Lance Stroll et Lando Norris n'y change rien, notamment pour Hamilton qui gère parfaitement la relance. Pierre Gasly termine au sixième rang, devant Kevin Magnussen, qui prend le meilleur sur Carlos Sainz Jr. et Daniil Kvyat, alors que Romain Grosjean marque son premier point de la saison, en sauvant sa dixième place face à Alexander Albon.
Avec son carton plein (26 points supplémentaires), Hamilton reprend la première place du championnat pilotes avec un total de 112 points, sept unités devant son coéquipier finlandais (105 points). Verstappen (66 points) subtilise la troisième place à Vettel (64 points) qui devance Leclerc (57 points). Suivent Gasly (21 points), Magnussen (14 points), Pérez, Räikkönen (13 points) et Norris (12 points). Chez les constructeurs, Mercedes, place déjà haut la barre avec 217 points en cinq courses, repoussant Ferrari à 96 points. Red Bull Racing suit avec 87 points. Beaucoup plus loin, McLaren (22 points) mène un peloton constitué par Racing Point (17 points), Haas (15 points), Alfa Romeo (13 points), Renault (12 points), et Toro Rosso (6 points). Seule l'écurie Williams ne compte pas encore de point.

### Grand Prix de Monaco
Pour la quatrième fois en six courses, les Mercedes monopolisent la première ligne de la grille de départ. Lewis Hamilton réalise la quatre-vingt-cinquième pole position de sa carrière (sa deuxième de la saison) en battant son coéquipier Valtteri Bottas de 86 millièmes de seconde sous le drapeau à damiers, améliorant, en 1 min 10 s 166, le record du circuit. Sur la deuxième ligne, Max Verstappen se montre plus véloce que Sebastian Vettel, relégué à huit dixièmes des Flèches d'Argent. La troisième ligne est composée de Kevin Magnussen et Daniel Ricciardo qui obtient son meilleur résultat en qualifications avec Renault ; ils précèdent Daniil Kvyat et Pierre Gasly, auteur du cinquième temps mais pénalisé d'un recul de trois places. Carlos Sainz Jr. et Alexander Albon partent de la cinquième ligne. Une erreur stratégique dans le stand de la Scuderia Ferrari lors de la première phase des qualifications provoque l'élimination prématurée de Charles Leclerc ; à domicile, il s'élance donc en seizième position.
Mercedes Grand Prix remporte sa sixième course en six Grands Prix disputés mais ne réalise pas de doublé. Lewis Hamilton mène l'épreuve de bout en bout, comme deux semaines plus tôt en Espagne, cette fois suivi comme son ombre et menacé durant soixante-six tours par Max Verstappen. C'est la soixante-dix-septième victoire de sa carrière, sa quatrième cette saison, son 140e podium et son dix-septième Grand Prix mené du premier au dernier tour. Il est cependant victime d'une erreur de son écurie qui le chausse en pneus médiums lors de son passage au stand du onzième tour alors que ses rivaux repartent en gommes dures. Terminant la course avec ses gommes très dégradées, particulièrement à l'avant, Hamilton profite de la puissance supérieure de son moteur dans la ligne droite des stands et dans le tunnel pour résister au pilote de la Red Bull RB15 qui revient systématiquement à sa hauteur dans les virages lents (l'épingle du Loews en particulier) ; il porte une attaque à la chicane du port à trois tours de l'arrivée : les deux voitures se touchent mais sans dommages.
La course débute par une tentative de remontée de Charles Leclerc qui, après avoir passé Lando Norris et Romain Grosjean, bute sur Nico Hülkenberg au virage de la Rascasse. Le pilote Ferrari crève son pneu arrière droit puis déchappe dans son tour de rentrée et abîme son fond plat. La voiture de sécurité sort alors au onzième tour pour trois boucles, afin de nettoyer la piste jonchée de débris de carbone. Si Leclerc abandonne peu après, Verstappen tasse Bottas dans la voie des stands, ressortant devant lui non sans avoir provoqué sa crevaison : le Finlandais doit repasser par la pitlane et perd la troisième place au profit de Vettel ; Verstappen écope pour sa part d'une pénalité de cinq secondes pour avoir provoqué cet incident. Bien que franchissant la ligne d'arrivée dans les échappements d'Hamilton, il rétrograde au quatrième rang, derrière Vettel et Bottas deuxième et troisième sur le podium. Pour ses efforts constants, Verstappen est élu « pilote du jour ».
Comme au Grand Prix de Chine, Pierre Gasly sécurise la cinquième place au point de pouvoir s'arrêter à quelques tours de l'arrivée pour chausser des pneumatiques tendres et réaliser le meilleur tour en course. Au gré de la longueur de leurs relais et de la manière dont ils parviennent à conserver leurs pneumatiques en bon état, les autres pilotes se battent pour les accessits : Carlos Sainz Jr. prend la sixième place devant un groupe compact constitué de Daniil Kvyat, Alexander Albon, Daniel Ricciardo et Romain Grosjean, à nouveau dixième bien qu'ayant franchi la ligne d'arrivée en neuvième position : il a été pénalisé de cinq secondes pour avoir mordu la ligne jaune à la sortie des stands.
Avec 137 points, Hamilton conserve la première place du championnat devant Bottas (120 points). Vettel (82 points) reprend la troisième place à Verstappen (78 points) qui devance Leclerc resté à 57 points ; suivent Gasly (32 points), Sainz (18 points), Magnussen (14 points), Pérez et Räikkönen (13 points) et Norris (12 points). Chez les constructeurs, Mercedes (257 points) précède Ferrari (139 points) et Red Bull Racing (110 points) ; suivent McLaren (30 points) Racing Point (17 points), Haas (16 points), Toro Rosso (16 points), Renault (14 points) et Alfa Romeo (13 points). Williams ne compte toujours aucun point.

### Grand Prix du Canada
Profitant d'une bonne adhérence et d'une vitesse supérieure dans la grande ligne droite du troisième secteur du circuit, Sebastian Vettel réalise la 56e pole position de sa carrière, sa première depuis le Grand Prix d'Allemagne 2018 et dix-sept courses d'attente. Il devance Lewis Hamilton de 206 millièmes de seconde lors de leurs dernières tentatives en Q3. En deuxième ligne, Charles Leclerc est accompagné par Daniel Ricciardo qui obtient son meilleur résultat en qualifications avec Renault, sur le circuit où il a remporté sa première victoire, en 2014. Victime d'un tête-à-queue lors de sa première tentative en Q3, Valtteri Bottas, sixième, part derrière Pierre Gasly en troisième ligne ; Nico Hülkenberg et Lando Norris sont en quatrième ligne. Max Verstappen, piégé après un gros accident de Kevin Magnussen en fin de Q2, n'atteint pas la troisième phase des qualifications. À la suite d'une pénalité reçue par Carlos Sainz Jr., auteur du neuvième temps, et du fait que Magnussen doive s'élancer de la voie des stands, Verstappen occupe la neuvième position sur la grille, devant Daniil Kvyat.
Lewis Hamilton remporte sa cinquième victoire de la saison - la soixante-dix-huitième de sa carrière - et permet à Mercedes Grand Prix de rester invaincue en neuf courses (depuis le Grand Prix du Brésil 2018), sans franchir la ligne d'arrivée le premier. En effet, hormis pour sept tours durant le ballet des arrêts au stand, Sebastian Vettel mène toute la course sous la pression du quintuple champion du monde britannique. Mais au 48e tour, à la chicane des virages no 3 et no 4, il rate son freinage, part dans l'herbe et revient en piste sous le nez de son rival en le tassant contre le mur, le forçant à sortir des limites de la piste ; Vettel (qui sera élu pilote du jour) est alors pénalisé de cinq secondes par les commissaires de course et conteste vivement cet avis, estimant qu'il n'avait nulle part où aller. S'il passe sous le drapeau à damier devant Hamilton, ce dernier remporte l'épreuve avec 3 secondes et 658 centièmes d'avance. Charles Leclerc effectue une course solitaire au troisième rang et, revenu à quatre secondes du vainqueur, obtient le deuxième podium de sa carrière après celui de Bahreïn. Valtteri Bottas, remonté du sixième rang sur la grille, se classe quatrième ; sa position sécurisée, il est arrêté par son écurie à trois tours de l'arrivée et, chaussé de pneus tendres, s'attribue le point supplémentaire associé au meilleur tour en course. Max Verstappen effectue une belle remontée depuis sa neuvième place au départ, dépassant notamment les deux Renault pour se classer cinquième et dernier pilote dans le même tour que Hamilton. Daniel Ricciardo et Nico Hülkenberg finissent sixième et septième alors que Pierre Gasly, parti cinquième et arrêté très tôt par son écurie passe toute sa course dans le trafic et ne peut faire mieux que huitième. En vue de l'arrivée, Lance Stroll (revenu de la dix-septième place sur la grille) et Daniil Kvyat dépassent tour à tour Carlos Sainz Jr. pour prendre les derniers points.
Les deux pilotes Mercedes continuent à caracoler en tête du championnat, Hamilton (162 points) devant Bottas (133 points) ; Vettel (100 points) suit à 62 points du leader. Verstappen reste quatrième (88 points) devant Leclerc (72 points), Gasly (36 points) et Sainz (18 points) tandis que Ricciardo remonte à la huitième place (16 points) devant Magnussen (14 points), Pérez et Räikkönen (13 points). Chez les constructeurs, Mercedes (295 points) conserve une avance importante sur Ferrari (172 points) et Red Bull Racing (124 points) ; McLaren, avec 30 points est juste devant Renault (28 points) ; suivent Racing Point (19 points), Toro Rosso (17 points), Haas (16 points) et Alfa Romeo (13 points). Williams n'a toujours pas marqué.

### Grand Prix de France
Largement supérieures à la concurrence sur le tracé varois, les Mercedes verrouillent la première ligne pour la sixième fois de la saison et la soixante-troisième fois de leur histoire, établissant un nouveau record dans ce domaine. À chacune de ses deux tentatives en Q3, Lewis Hamilton bat le record du circuit, devance finalement son coéquipier Valtteri Bottas de 286 millièmes de seconde et porte son record de pole positions à quatre-vingt-six. Charles Leclerc, auteur du troisième temps, lui concède plus de six dixièmes alors que Max Verstappen, qui l'accompagne en deuxième ligne, est repoussé au delà d'une seconde. Les McLaren réalisent leur meilleure performance en qualifications depuis 2014 : Lando Norris devance en effet son coéquipier Carlos Sainz Jr. sur la troisième ligne. Sebastian Vettel, qui ne parvient pas à faire mieux que septième, part en quatrième ligne devant Daniel Ricciardo ; la cinquième ligne est composée de Pierre Gasly et Antonio Giovinazzi.
Intouchable, Lewis Hamilton passe les cinquante-trois tours en tête de la course, obtient sa sixième victoire de la saison, sa quatrième consécutive et la soixante-dix neuvième de sa carrière. Il creuse un écart supérieur à dix-huit secondes sur son coéquipier Valtteri Bottas, pour un sixième doublé des Flèches d'Argent en 2019 et le cinquantième de leur histoire. Elles réalisent à ce point leur meilleur exercice avec huit victoires en huit courses, et même dix consécutives en comptant les deux dernières de la saison 2018. Parti troisième, Charles Leclerc conserve sa place jusqu'au bout, en revenant dans les échappements de Bottas en délicatesse avec ses pneus, dans le dernier tour, mais ne trouvant pas l'ouverture pour le doubler. De même, Max Verstappen effectue une course solitaire au quatrième rang sans espoir de faire mieux. Sebastian Vettel dépasse les deux McLaren en sept tours, s'installe au cinquième rang et se ménage un écart suffisant pour chausser des gommes tendres à deux tours de l'arrivée et s'attribuer le point du meilleur tour dans la dernière boucle. Carlos Sainz Jr. termine sixième et dernier pilote dans le même tour que le vainqueur.
Dans une course très peu animée, ressemblant à une longue procession, la dernière boucle est le théâtre d'une passe d'armes musclée pour le gain de la septième place, entre Lando Norris, affecté par un problème d'hydraulique (élu pilote du jour), Kimi Räikkönen et Daniel Ricciardo avec Nico Hülkenberg en observateur. Ricciardo dépasse Norris en le poussant hors de la piste, puis Raïkkönen en mettant ses quatre roues à l'extérieur du tracé ; septième sur la ligne d'arrivée, il écope d'une double pénalité de dix secondes pour ces deux actions et se retrouve hors des points. En perdition, Norris est dépassé par Räikkönen et Hülkenberg et se classe neuvième ; Pierre Gasly récupère le point de la dixième place.
Le quintuple champion du monde britannique prend le large en tête du championnat avec 187 points ; il devance son coéquipier Bottas (151 points) et repousse Vettel (111 points) à 76 unités. Verstappen reste quatrième (100 points) devant Leclerc (87 points), Gasly (37 points) et Sainz (26 points). Chez les constructeurs, Mercedes (338 points), au premier rang, possède près du double de points de Ferrari (198 points) ; suivent Red Bull Racing (137 points), McLaren (40 points), Renault (32 points), Racing Point et Alfa Romeo (19 points), Toro Rosso (17 points) et Haas (16 points).

### Grand Prix d'Autriche

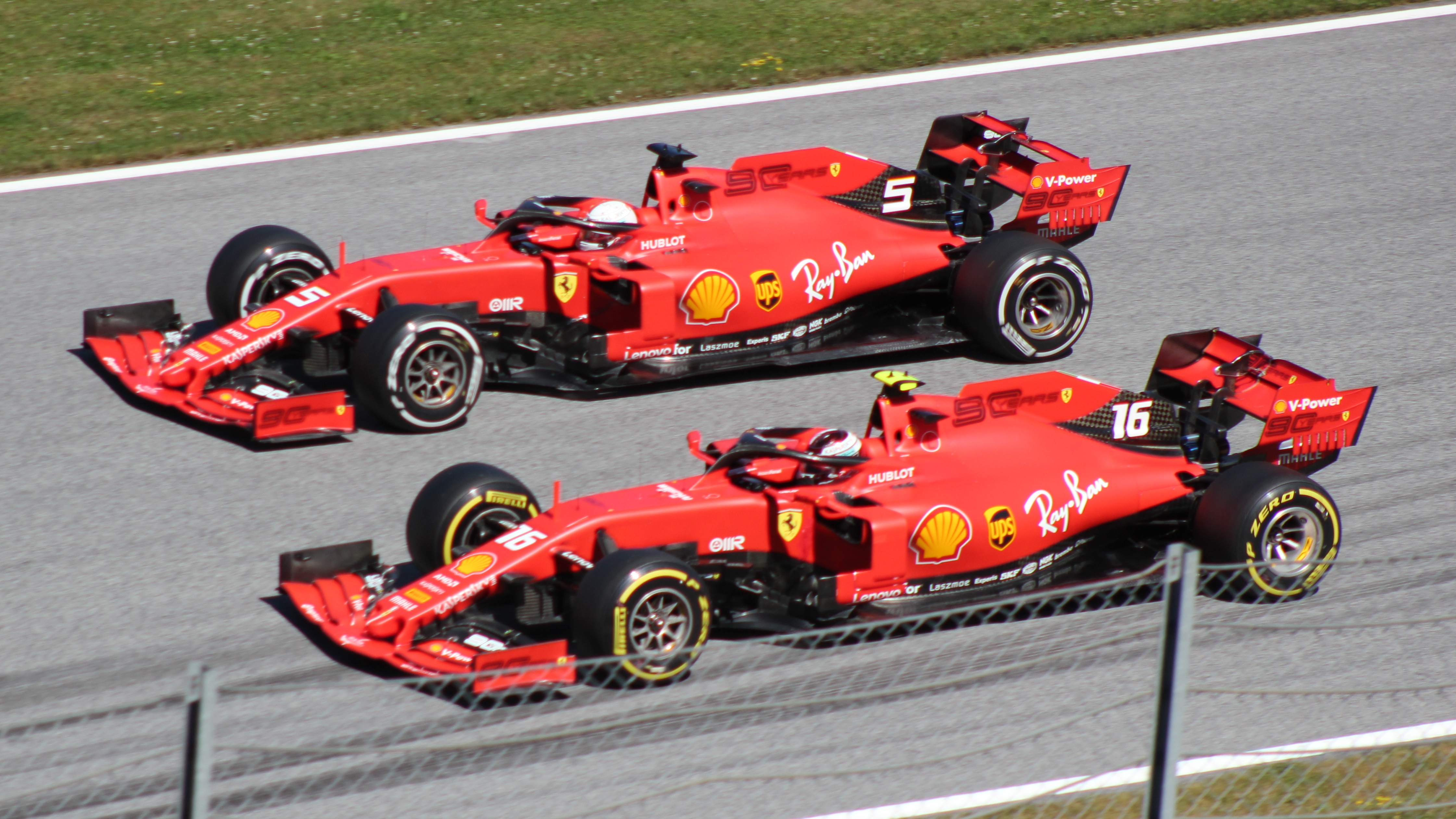
Les Ferrari SF90 au Grand Prix d'Autriche 2019.

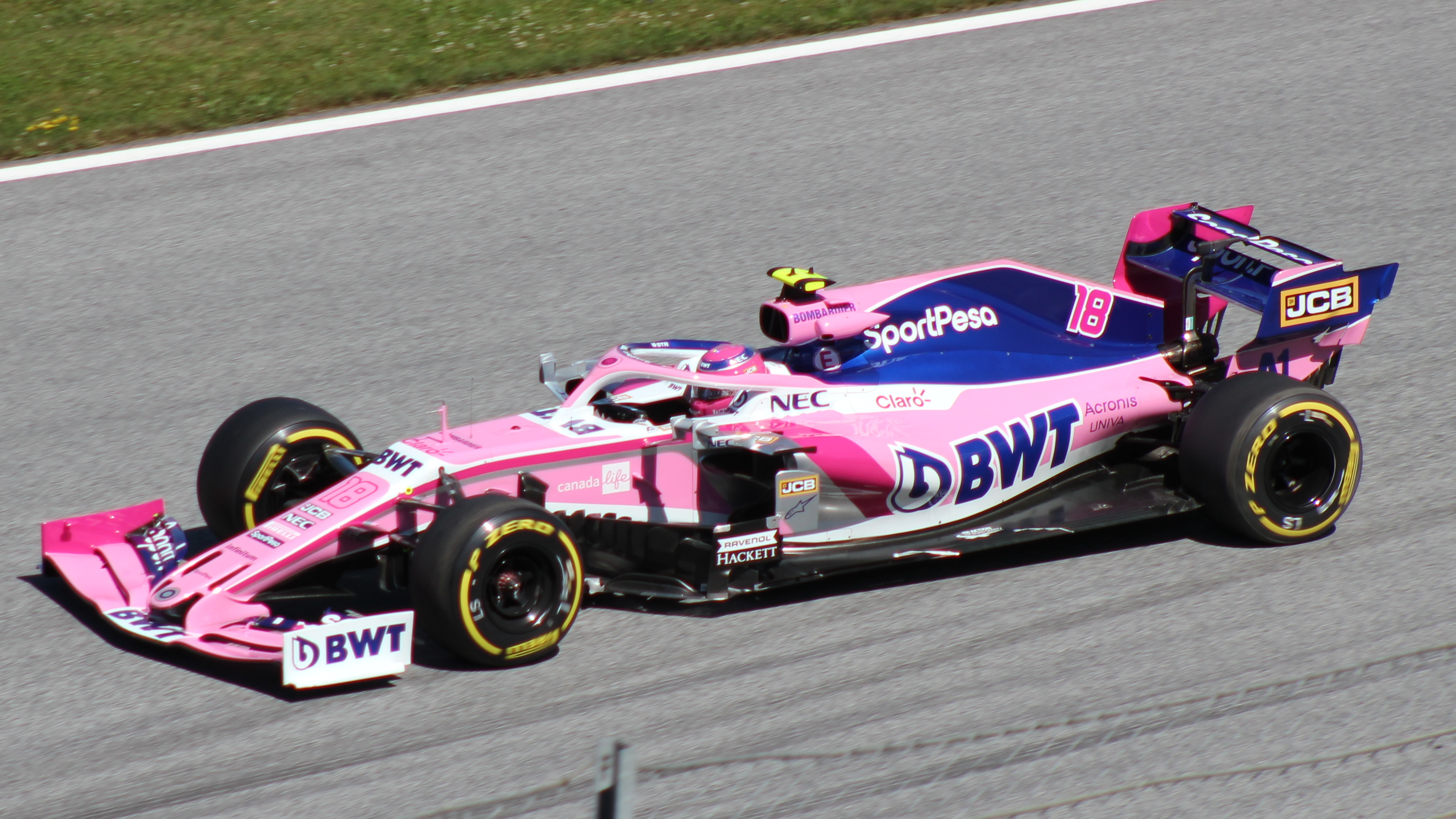
Lance Stroll au Grand Prix d'Autriche 2019.

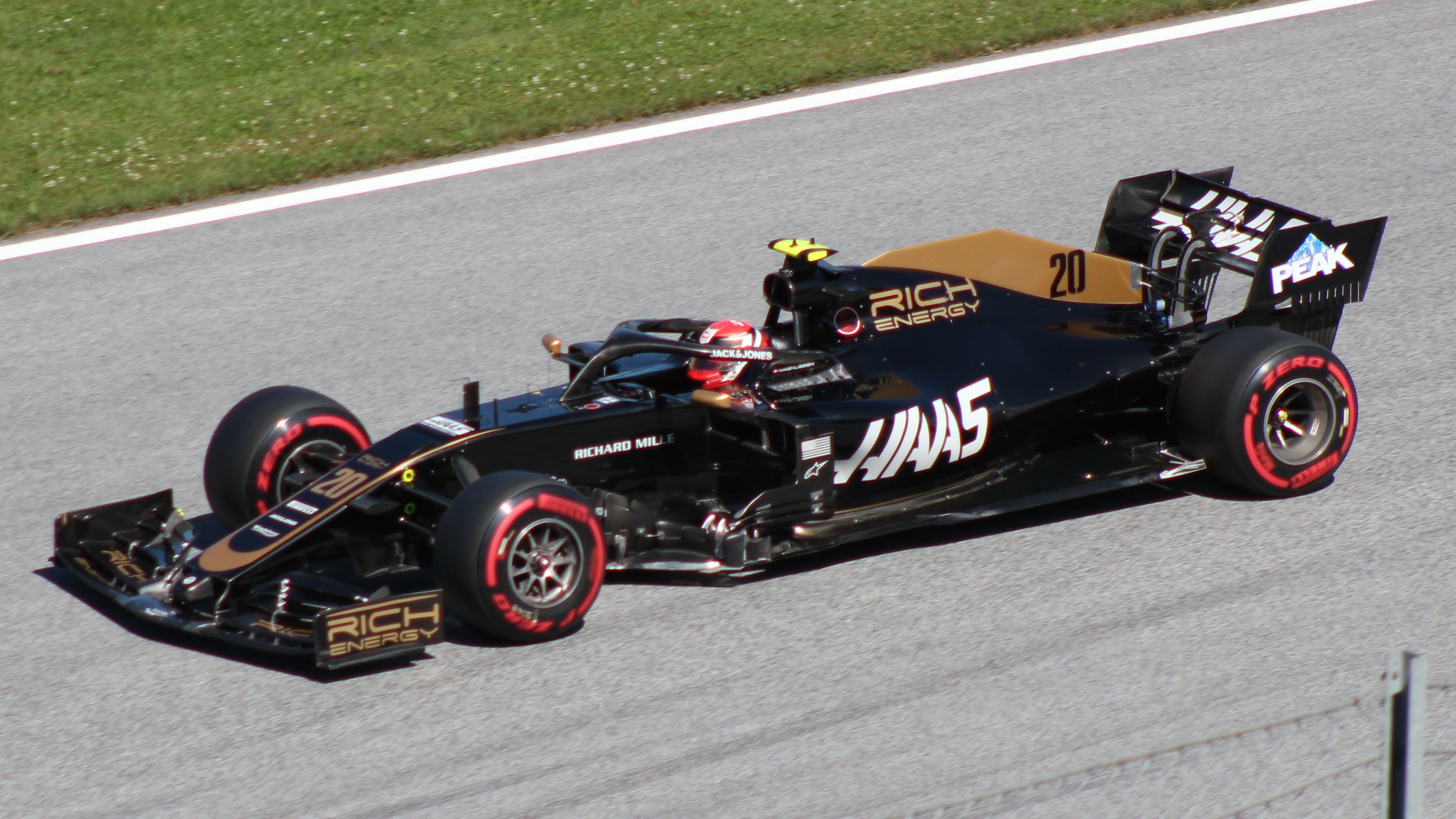
Kevin Magnussen au Grand Prix d'Autriche 2019.

Charles Leclerc réalise la deuxième pole position de sa carrière, en se montrant dominateur lors de ses deux tentatives en Q3 que son coéquipier Sebastian Vettel ne dispute pas en raison d'un problème de pression d'air sur sa SF90. Leclerc devance Lewis Hamilton de deux dixièmes de seconde, mais le Britannique est pénalisé d'un recul de trois places pour avoir gêné Kimi Räikkönen lors de la première phase. En conséquence, Max Verstappen, auteur du troisième temps, rejoint Leclerc sur la plus jeune première ligne de l'histoire de la Formule 1, avec 21 ans et 256 jours de moyenne d'âge. La deuxième ligne est composée des Mercedes de Valtteri Bottas et Hamilton. Kevin Magnussen réalise le cinquième temps mais doit reculer de cinq places pour changement de la boite de vitesses de sa Haas ; la troisième ligne est ainsi composée de Lando Norris et Kimi Räikkönen. Suivent Antonio Giovinazzi et Pierre Gasly puis Vettel et Magnussen sur la cinquième ligne.
Au départ, alors que Leclerc réussit son envol, Verstappen reste scotché sur la grille, victime du déclenchement intempestif de son système anti-calage ; il perd sept places d'entrée. Vettel réussit un beau départ et boucle le premier tour en sixième position. La stratégie de Ferrari pour Leclerc, en tête de la course, est de se caler sur celle de son plus proche poursuivant, Valtteri Bottas, si bien que lorsqu'il s'arrête au vingt-et-unième tour, le Monégasque fait de même, chaussant les gommes dures dans la boucle suivante. Auparavant, la Scuderia Ferrari a fait perdre un temps précieux à Vettel dont les pneus n'étaient pas prêts au moment de son arrivée devant le box. Alors que les Mercedes, pénalisées par un problème de surchauffe dans la brûlante atmosphère autrichienne, sont hors du coup pour la victoire, Verstappen effectue un long premier relais et ne regagne les stands qu'au trente-et-unième tour alors qu'il a pris la tête de la course. Soutenu par plusieurs dizaines de milliers de supporters Oranje déchaînés, il se montre le plus rapide en piste, dépasse Vettel puis Bottas et fond sur le leader Charles Leclerc, atteignant la zone d'utilisation de son aileron arrière mobile à cinq tours de l'arrivée. La Ferrari résiste aux attaques de la Red Bull dont les pneus sont plus frais, dans le soixante-huitième tour puis cède, au tour suivant, dans le virage no 3 sur une manœuvre musclée de Verstappen qui provoque, un temps, une enquête des commissaires. Le Néerlandais offre au monteur Honda sa première victoire depuis Jenson Button au Grand Prix de Hongrie 2006, à l'ère des moteurs V8 atmosphériques.
Max Verstappen remporte la sixième victoire de sa carrière, sur le circuit où il s'était déjà imposé en 2018, Charles Leclerc, en tête durant 59 tours, voit passer l'opportunité de s'imposer une première fois, et Valtteri Bottas complète le podium. La série de victoires des Mercedes qui restaient invaincues cette saison, s'arrête donc à dix succès consécutifs. En stoppant une deuxième fois pour chausser des gommes tendres à vingt tours de l'arrivée, Sebastian Vettel prend le meilleur sur Lewis Hamilton et finit quatrième dans les échappements de Bottas. Tous les autres pilotes dans les points sont à un tour du vainqueur : Lando Norris sixième, devance Pierre Gasly, l'autre McLaren de Carlos Sainz Jr. et les deux Alfa Romeo de Kimi Räikkönen et Antonio Giovinazzi qui marque le premier point de sa carrière.
Le quintuple champion du monde britannique reste un solide leader du championnat avec 197 points ; il devance son coéquipier Bottas (166 points) alors que Verstappen (126 points) passe devant Vettel (123 points) et s'empare de la troisième place ; Leclerc suit avec 105 points. Un gros écart le sépare de Gasly (43 points), Sainz (30 points), Norris (22 points) et Räikkönen (21 points). Chez les constructeurs, les positions et écarts restent stables entre Mercedes (363 points), Ferrari (228 points) et Red Bull Racing (169 points). McLaren (52 points) prend le large par rapport à Renault (32 points) ; suivent Alfa Romeo (22 points), Racing Point (19 points), Toro Rosso (17 points) et Haas (16 points).

### Grand Prix de Grande-Bretagne
Dès sa première tentative dans la troisième phase des qualifications, Valtteri Bottas réalise le nouveau record de la piste de Silverstone ; il obtient sa quatrième pole position de l'année et la dixième de sa carrière. Derrière lui, les écarts son extrêmement faibles : Lewis Hamilton, à six millièmes de seconde, permet à Mercedes de verrouiller la première ligne pour la septième fois en 2019 et pour la soixante-quatrième fois de son histoire, Charles Leclerc suit à 79 millièmes de seconde, accompagné en deuxième ligne par Max Verstappen à 181 millièmes de seconde. Pierre Gasly devance Sebastian Vettel, sixième, sur la troisième ligne. Daniel Ricciardo est sur la quatrième ligne, devant Lando Norris. Alexander Albon et Nico Hülkenberg occupent la cinquième ligne.
Lewis Hamilton bénéficie de circonstances favorables pour remporter sa septième victoire de la saison et la quatre-vingtième de sa carrière. En effet, son coéquipier Valtteri Bottas, qui a réussi son départ et roule en tête en résistant à ses attaques dans les premières boucles, s'arrête le premier au stand, au seizième tour, ce qui permet au Britannique de passer devant. Dans la dix-neuvième boucle, Antonio Giovinazzi sort de la piste, provocant la sortie de la voiture de sécurité pour dégager l'Alfa Romeo du bac à graviers. Placé au bon endroit sur le circuit, Hamilton plonge dans la voie des stands et bénéficie d'un « arrêt gratuit ». Il ressort évidemment en tête, la voiture de sécurité s'écarte au vingt-troisième tour, puis il s'échappe et s'impose, se payant même le luxe de refuser à son stand un arrêt supplémentaire pour passer les gommes tendres et, avec des pneus durs qui ont déjà couvert trente-deux tours, de réaliser le meilleur tour en course dans l'ultime boucle pour porter son score à 26 points. Bottas, second, assure un septième doublé à Mercedes Grand Prix cette saison, où le parcours de l'écurie allemande est le reflet de sa domination continue depuis 2014. Hamilton remporte son Grand Prix national pour la sixième fois, nouveau record de victoires à Silverstone.
Derrière, Charles Leclerc et Max Verstappen ont une belle passe d'armes pour le gain de la troisième place, le pilote Red Bull portant plusieurs attaques auxquelles le pilote Ferrari résiste à chaque fois. Quand ils regagnent, de concert, les stands au treizième tour, les mécaniciens Red Bull sont un peu plus rapides : Verstappen reprend la piste devant puis Leclerc le dépasse. Il se retrouve toutefois derrière les deux Red Bull après le nouveau ballet des arrêts au stand, sous le régime de la voiture de sécurité, avant de prendre le meilleur sur Pierre Gasly au trente-cinquième tour, Sebastian Vettel occupant la troisième place, pourchassé par Verstappen qui le dépasse au freinage de Stowe au trente-sixième tour. L'Allemand tente de reprendre son bien et, collé dans son échappement, rate son freinage dans la courbe suivante et percute la RB15 : si les deux voitures partent dans le gravier puis s'en extraient, Leclerc et Gasly sont déjà passés et s'installent définitivement en troisième et quatrième position. Verstappen se classe cinquième et Vettel, contraint de retourner au stand pour changer de museau, est pénalisé de dix secondes et échoue à la seizième place, à un tour du vainqueur. Carlos Sainz Jr., sixième, résiste jusqu'au bout à Daniel Ricciardo tandis que Kimi Räikkönen prend le meilleur sur Daniil Kvyat pour le gain de la huitième place et que Nico Hülkenberg dépasse Alexander Albon dans le dernier tour pour prendre le dernier point en jeu. Pour l'ensemble de son œuvre, Leclerc qui monte sur son quatrième podium consécutif, est élu pilote du jour.
Au championnat du monde, Lewis Hamilton (223 points) devance désormais son coéquipier Valtteri Bottas (184 points) de 39 unités alors que Verstappen (136 points) prend de l'avance sur Vettel (123 points), menacé par Leclerc, cinquième avec 120 points. Beaucoup plus loin, suivent Gasly (55 points), Sainz (38 points), Räikkönen (25 points), Norris et Ricciardo (22 points). Chez les constructeurs, Mercedes porte son total à 407 points, mettant à bonne distance Ferrari (243 points) et Red Bull Racing (191 points) qui possède plus du triple de points que McLaren (60 points), suivie par Renault (39 points), Alfa Romeo (26 points), Racing Point et Toro Rosso (19 points) et Haas (16 points). Williams ne compte toujours aucun point en dix courses.

### Grand Prix d'Allemagne

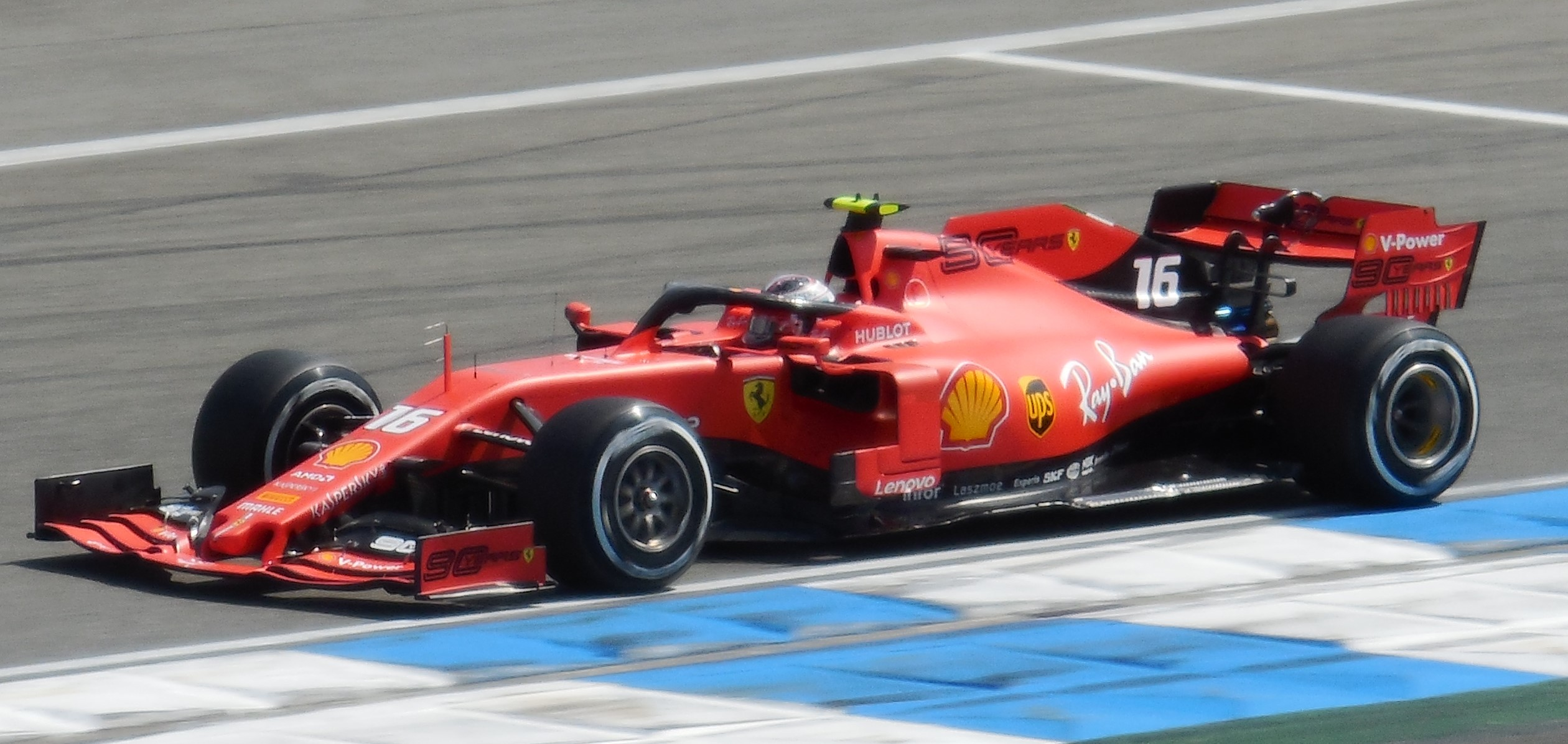
Charles Leclerc aux essais libres à Hockenheim en 2019.

Dès leurs premières tentatives en Q3, les jeux sont faits pour les deux premières lignes : Lewis Hamilton obtient sa quatrième pole position de la saison, seul pilote sous les une minute et douze secondes, portant son record à quatre-vingt-sept départ en tête mais c'est seulement la deuxième fois à Hockenheim, onze ans après la dernière sur McLaren. Il est accompagné en première ligne par Max Verstappen à plus de trois dixièmes de seconde tandis que Valtteri Bottas devance Pierre Gasly sur la deuxième ligne. Kimi Räikkönen, cinquième, réalise sa meilleure qualification avec Alfa Romeo et partage la troisième ligne avec Romain Grosjean. Alors que leurs coéquipiers respectifs n'ont pas atteint la Q3, Carlos Sainz Jr. et Sergio Pérez partent en quatrième ligne. Ces qualifications sont marquées par la débandade des Ferrari qui avaient dominé tous les essais libres et la Q1 avec Charles Leclerc. Lors de la première phase, Sebastian Vettel ne peut pas sortir de son garage en raison d'une panne de turbocompresseur ; il s'élance de la dernière position sur la grille. Au début de la Q3, Leclerc de rester au box, sa SF90, affectée par un problème d'alimentation en essence, ne démarrant pas ; il part de la cinquième ligne, derrière Nico Hülkenberg.
À l'issue d'une course démarrée sous la pluie par trois tours de formation derrière la voiture de sécurité, ponctuée par des variations météorologiques incessantes et achevée sur le sec, Max Verstappen s'impose malgré un départ raté et un tête-à-queue au vingt-septième tour, pour avoir su, avec son écurie, chausser au bon moment les différents types de pneumatiques en fonction de l'état de la piste. En effet, entre les spécifications tendre, médium, intermédiaires et pleine pluie, les pilotes passent pour la plupart entre cinq et six fois au stand (soixante-dix-huit arrêts au stand au total), parfois à contretemps. Plusieurs d'entre eux sont piégés par les conditions, particulièrement dans les derniers virages du Stadium : Charles Leclerc termine dans le mur au vingt-neuvième tour alors qu'il roule en deuxième position, Lewis Hamilton, en tête de la course, sort au même endroit un tour plus tard, détruisant son aileron avant, plongeant dans les stands en coupant la ligne, passant cinquante secondes au stand avant d'être pénalisé de cinq secondes. Nico Hülkenberg se crashe au quarante-et-unième tour alors qu'il est en lice pour le podium et Valtteri Bottas détruit sa W10 au cinquante-septième tour. La voiture de sécurité sort à chaque fois. Verstappen, en tête à partir du trentième tour, gère parfaitement les différentes relances.
Les pilotes qui ne commettent aucune erreur en piste et dans les choix des arrêts au stand, tirent leur épingle du jeu : Sebastian Vettel, parti dernier, remonte jusqu'au deuxième rang. Il est encore à la neuvième place après son cinquième arrêt au quarante-septième tour, avant de dépasser Pierre Gasly, Kevin Magnussen, Alexander Albon puis Carlos Sainz Jr., Lance Stroll et Daniil Kvyat dans les trois derniers tours sous les vivats de la foule. Le pilote russe termine troisième et offre à la Scuderia Toro Rosso son premier podium depuis la victoire de Vettel à Monza en 2008. Lance Stroll, quatrième, obtient son meilleur résultat depuis sa troisième place au Grand Prix d'Azerbaïdjan 2017, Carlos Sainz passe la ligne d'arrivée cinquième, dans les échappements de Stroll, suivi par Alexander Albon qui amène la deuxième Toro Rosso dans les points. Les pilotes Alfa Romeo Kimi Räikkönen et Antonio Giovinazzi, septième et huitième sous le drapeau à damier, sont pénalisés de trente secondes pour utilisation illégale de leur embrayage durant la procédure de départ. Romain Grosjean et Kevin Magnussen, les pilotes Haas remontent dès lors aux mêmes rangs tandis que Hamilton, auteur de deux sorties de piste durant la course et initialement onzième, marque les deux points de la neuvième place. Robert Kubica apporte à Williams son premier point de la saison. Auteur de la septième victoire de sa carrière et de sa deuxième de la saison après le Grand Prix d'Autriche, en obtenant comme à Spielberg le point supplémentaire du meilleur tour en course, Max Verstappen est élu pilote du jour.
Malgré une course compliquée, Hamilton (225 points) porte son avance à 41 points sur son coéquipier Valtteri Bottas (184 points). Verstappen (162 points) se rapproche du Finlandais, Vettel suit avec 141 points et Leclerc reste cinquième, avec 120 points ; suivent Gasly (55 points), Sainz (48 points), Kvyat (27 points), Räikkönen (25 points), Norris, Ricciardo (22 points), Stroll et Magnussen (18 points). Chez les constructeurs, Mercedes, qui totalise 409 points, devance Ferrari (243 points). Red Bull Racing (217 points) possède plus du triple de points que McLaren (70 points), suivie par Toro Rosso (42 points), Renault (39 points), Racing Point (31 points), Haas et Alfa Romeo (26 points). Williams marque son premier point et ferme la marche au dixième rang.

### Grand Prix de Hongrie
Pour son quatre-vingt-treizième Grand Prix, depuis ses débuts à 17 ans en 2015, Max Verstappen réalise la première pole position de sa carrière. Il est le centième poleman de l'histoire de la Formule 1 et le premier Néerlandais. Au volant de sa Red Bull RB15, il s'installe en haut de la feuille des temps dès son premier tour rapide lors de la dernière phase des qualifications, devançant les deux Mercedes puis lors de sa deuxième tentative, fait la différence dans les trois derniers virages pour établir le nouveau record de la piste en 1 min 14 s 572. Verstappen précède Valtteri Bottas de 18 millièmes de seconde et Lewis Hamilton de 197 millièmes. Charles Leclerc, qui concède presque une demi-seconde à Verstappen, complète la deuxième ligne. Sebastian Vettel, son coéquipier chez Ferrari, s'élance en troisième ligne, devant Pierre Gasly. La quatrième ligne est occupée par les McLaren de Lando Norris et Carlos Sainz Jr. ; suivent Romain Grosjean (Haas) et Kimi Räikkönen (Alfa Romeo), auteurs des neuvième et dixième temps.
Une intuition des stratèges du stand Mercedes permet à Lewis Hamilton de remporter sa quatre-vingt-unième victoire, sa huitième de la saison, sa septième sur le Hungaroring, et de creuser un écart important au championnat. Peu après le départ, Verstappen et Hamilton sont seuls en lice pour la victoire, les Ferrari perdant plus d'une seconde au tour sur les deux leaders ; elles mènent une course anonyme, évitant de justesse de finir à un tour au terme de l'épreuve. Le pilote Red Bull tient bon en tête. Après leurs arrêts respectifs, Hamilton arrive dans la zone lui permettant d'utiliser son aileron arrière mobile aux alentours du trente-cinquième tour. Il porte plusieurs attaques, dont une est proche de réussir, en tentant de passer par l'extérieur du virage no 4 dans la trente-neuvième boucle puis lâche prise, se résolvant manifestement à rouler en deuxième position. James Wolves, chargé de la stratégie de course de Mercedes, propose de chausser Hamilton de pneus médiums alors que son rival roule en gommes dures pour une course à un seul arrêt. Hamilton, qui doute du bien fondé de cette idée, rentre une seconde fois au stand au quarante-neuvième tour et ressort avec 21 secondes de retard sur Verstappen : Red Bull est désormais piégé car le Néerlandais ne peut plus s'arrêter s'il veut s'imposer. À coup de meilleurs tours en course, alors que Verstappen annonce que ses pneumatiques sont « morts », Hamilton fond sur lui et le dépasse sans coup férir à trois tours du terme. L'avance du duo sur la concurrence est telle que Verstappen peut retourner au stand dans la foulée, conserver sa deuxième place, et, dans l'avant-dernière boucle, prendre le point supplémentaire du meilleur tour en course.
Valtteri Bottas étant hors du coup dès le départ après une touchette avec Charles Leclerc, le podium se joue entre les deux Ferrari. Sebastian Vettel, sur une stratégie décalée par rapport à son coéquipier, effectue un long premier relais de trente-neuf tours et bénéficie de gommes plus fraîches pour le dépasser en vue de l'arrivée et finir troisième, à plus d'une minute du vainqueur. Leclerc est le dernier pilote dans le même tour qu'Hamilton. Carlos Sainz Jr. termine cinquième, empêchant, pendant près de quarante tours, Pierre Gasly, à plusieurs reprises en mesure d'utiliser son aileron arrière mobile, de le dépasser. Kimi Räikkönen prend la septième place en contenant Bottas dans les sept dernières boucles. Lando Norris et Alexander Albon prennent les derniers points en jeu.
Sur un rythme de champion du monde (huit victoires en douze courses), Hamilton (250 points) porte son avance à 62 points sur Valtteri Bottas (188 points), désormais sous la menace de Verstappen (181 points). Vettel et Leclerc suivent avec 156 et 132 points. Plus loin, Gasly (63 points) tient la sixième place devant Sainz (58 points), Räikkönen (31 points), Kvyat (27 points), Norris (24 points) Ricciardo (22 points), Stroll et Magnussen (18 points). Chez les constructeurs, Mercedes (438 points) devance Ferrari (288 points) et Red Bull Racing (244 points). McLaren (82 points) au quatrième rang devance Toro Rosso (43 points), Renault (39 points), Alfa Romeo (32 points), Racing Point (31 points), Haas (26 points) et Williams (1 point). Après douze Grands Prix et au moment de la trêve estivale, toutes les écuries et dix-neuf pilotes sur vingt (à l'exception de George Russell) ont inscrit au moins un point.

### Grand Prix de Belgique
Les pilotes Ferrari dominent toutes les séances d'essais et Charles Leclerc se montre supérieur à la concurrence lors des qualifications, terminant premier des trois phases. Lors de la Q3, son ultime temps lui permet de devancer son coéquipier Sebastian Vettel de plus de sept dixièmes de seconde (le plus important écart creusé cette saison en qualifications entre le premier et le deuxième) pour réaliser la troisième pole position de sa carrière ; la première ligne est verrouillée par les voitures de Maranello pour la deuxième fois de la saison après Bahreïn. Vettel repousse Lewis Hamilton sur la deuxième ligne pour quelques millièmes de seconde et  Valtteri Bottas part aux côtés de son coéquipier. Max Verstappen devait être accompagné en troisième ligne par Daniel Ricciardo mais l'auteur du sixième temps est pénalisé d'un recul de cinq places à cause de l'utilisation de nouveaux éléments sur son moteur thermique, tout comme Nico Hülkenberg initialement septième sur l'autre Renault. Kimi Räikkönen s'élance donc en troisième ligne derrière Verstappen. La quatrième ligne est composée de Sergio Pérez et de Kevin Magnussen et la cinquième de Lando Norris et Romain Grosjean qui n'avaient pas atteint la Q3.
Charles Leclerc remporte sa première victoire en Formule 1 pour son trente-quatrième départ, son treizième au volant d'une Ferrari, alors qu'il n'en était pas passé loin à Bahreïn et à Spielberg. Il s'impose le lendemain de l'accident mortel en Formule 2 de son ami Anthoine Hubert à qui il dédie son succès. En tête au premier virage, le premier Monégasque victorieux en Formule 1 offre à son écurie sa première victoire de la saison en résistant, en fin de course, au retour de Lewis Hamilton qui n'arrive toutefois pas à portée d'utilisation de son aileron arrière mobile. Le départ est marqué par un accrochage au premier virage entre Kimi Räikkönen et Max Verstappen qui poursuit son chemin dans le Raidillon de l'Eau Rouge où, à cause d'une direction endommagée, il écrase sa RB15 dans les protections. Après quatre tours sous le régime de la voiture de sécurité, Leclerc gère parfaitement la relance et les deux Ferrari profitent de leur puissance pour tenir les Mercedes à distance. Dès le quinzième tour, Vettel est arrêté par son stand ; cette stratégie lui permet de prendre les commandes de la course à partir du vingt-troisième tour, après les arrêts d'Hamilton, Leclerc et Bottas. Dans la vingt-septième boucle, Ferrari lui demande de laisser passer son coéquipier dont les pneus sont plus frais : Leclerc s'échappe alors, sous la protection de Vettel qui bloque les Flèches d'Argent jusqu'au trente-deuxième tour, l'état de ses gommes ne lui permettant plus de résister ni à Hamilton ni à Bottas qui le dépasse au tour suivant. Il procède alors à un deuxième arrêt pour chausser des pneumatiques tendres et réalise le meilleur tour en course dans sa trente-sixième boucle. À l'avant, Hamilton fonce sur Leclerc sans pouvoir lui ravir la victoire.
Charles Leclerc s'impose devant Hamilton et Bottas qui monte sur son quarantième podium ; Vettel marque le point supplémentaire accordé à l'auteur du meilleur tour. Remonté du dix-huitième rang sur la grille, Alexander Albon prend la cinquième place pour sa première course avec Red Bull Racing. Après s'être bien bagarré au cœur du peloton, il dépasse Sergio Pérez dans le dernier tour. Daniil Kvyat finit septième, devant un groupe compact composé de Nico Hülkenberg, Pierre Gasly et Lance Stroll alors que Lando Norris, qui roulait en cinquième position à une boucle de l'arrivée, ne termine pas la course, victime d'une casse moteur. Classé onzième dans le même tour que le vainqueur, il est élu « pilote du jour ».
Son 145e podium permet à Lewis Hamilton (268 points) de porter son avance sur Valtteri Bottas (203 points) à 65 points tandis que Max Verstappen reste à 181 points. Sebastian Vettel (169 points) et Charles Leclerc (157 points) se rapprochent et Pierre Gasly (65 points) occupe la sixième place. Il devance Carlos Sainz Jr. (58 points), Daniil Kvyat (33 points), qui prend le meilleur sur Kimi Räikkönen (31 points), Alexander Albon (26 points) qui gagne cinq places et précède Lando Norris (24 points) et Daniel Ricciardo (22 points). Chez les constructeurs, Mercedes (471 points) conserve une large avance sur Ferrari (326 points) et Red Bull Racing (254 points). McLaren (82 points), quatrième, devance Toro Rosso (51 points), Renault (43 points), Racing Point (40 points), Alfa Romeo (32 points), Haas (26 points) et Williams (1 point).

### Grand Prix d'Italie

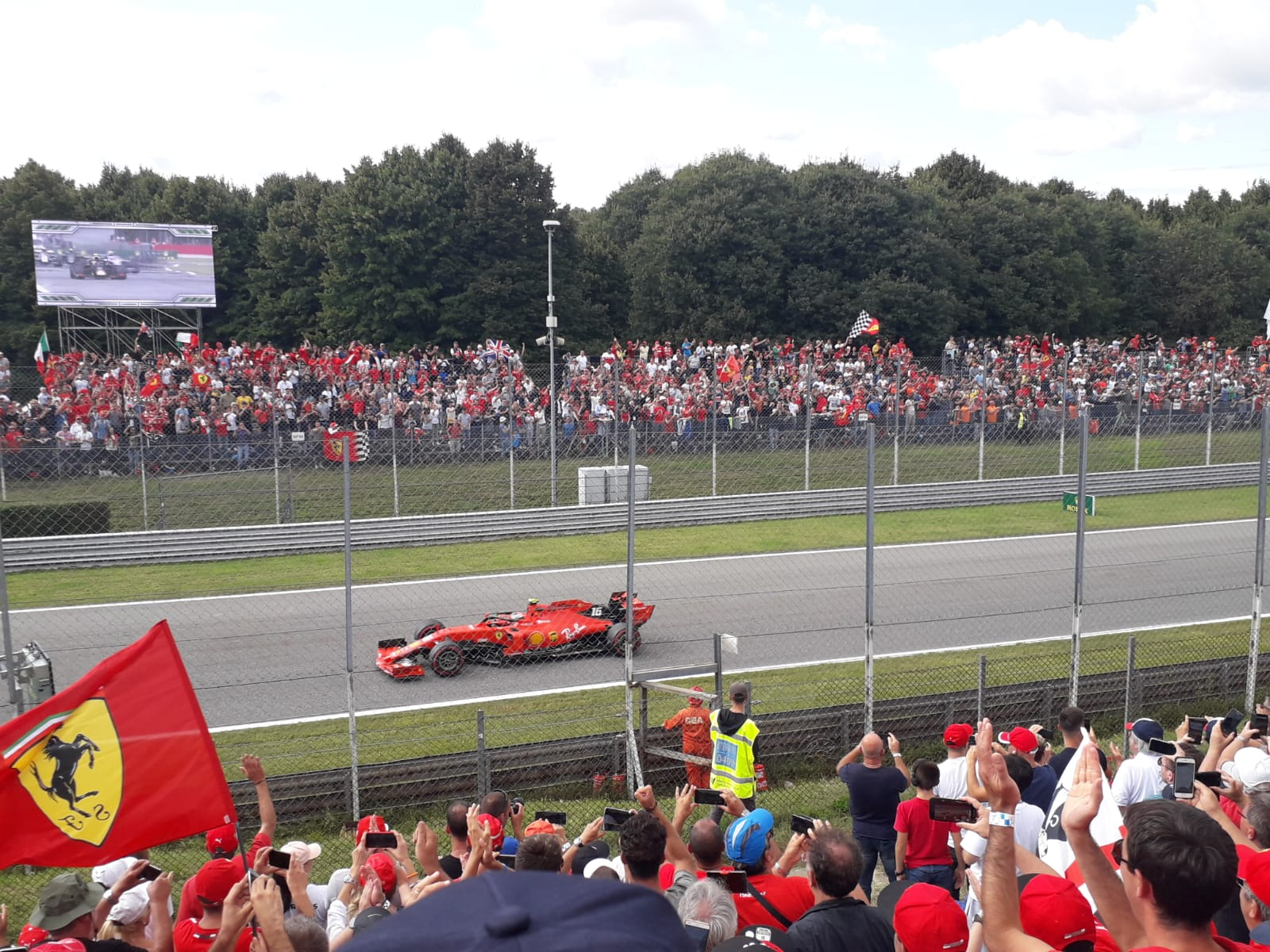
Charles Leclerc à Monza en 2019.

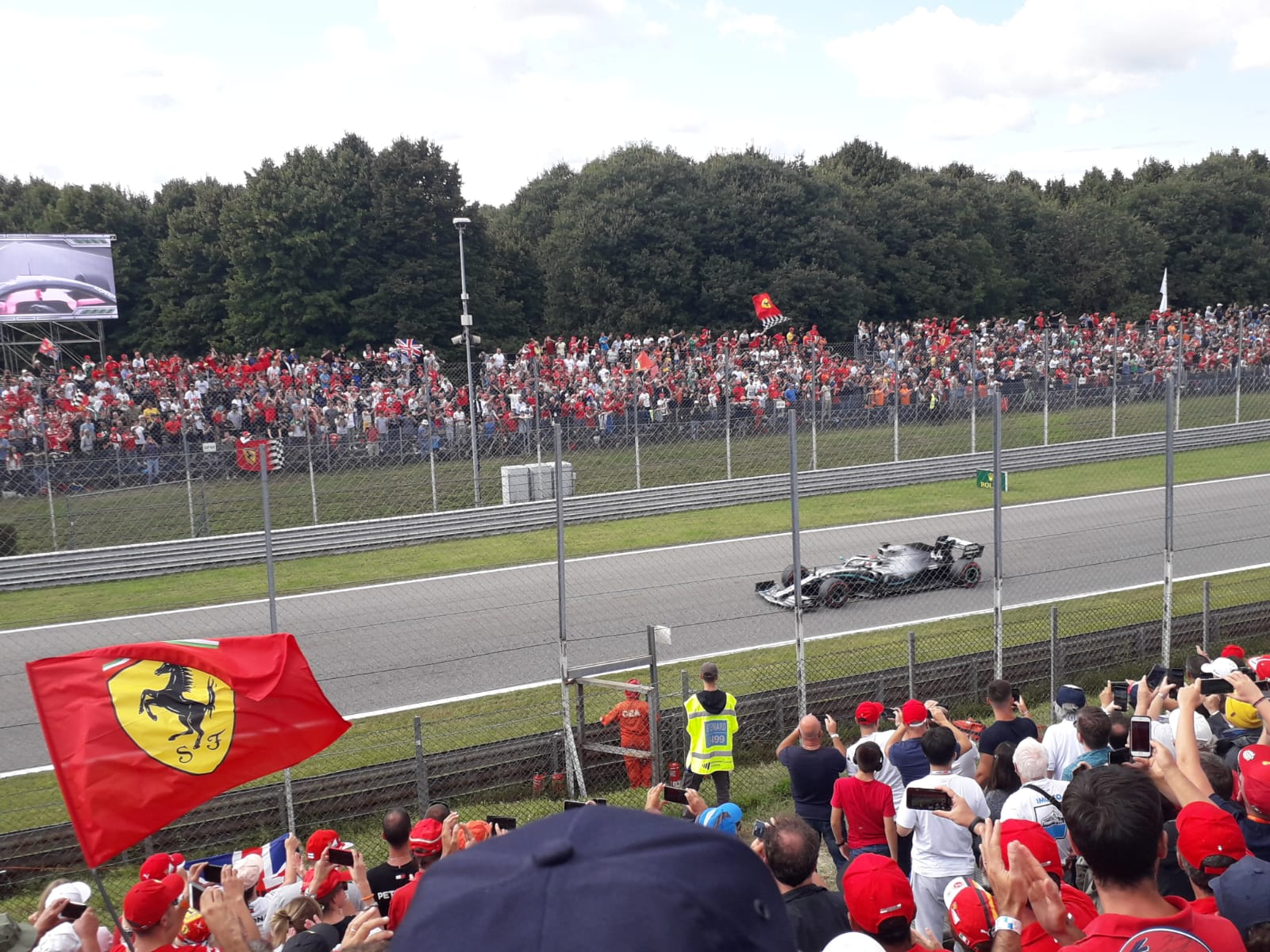
Lewis Hamilton à Monza en 2019.

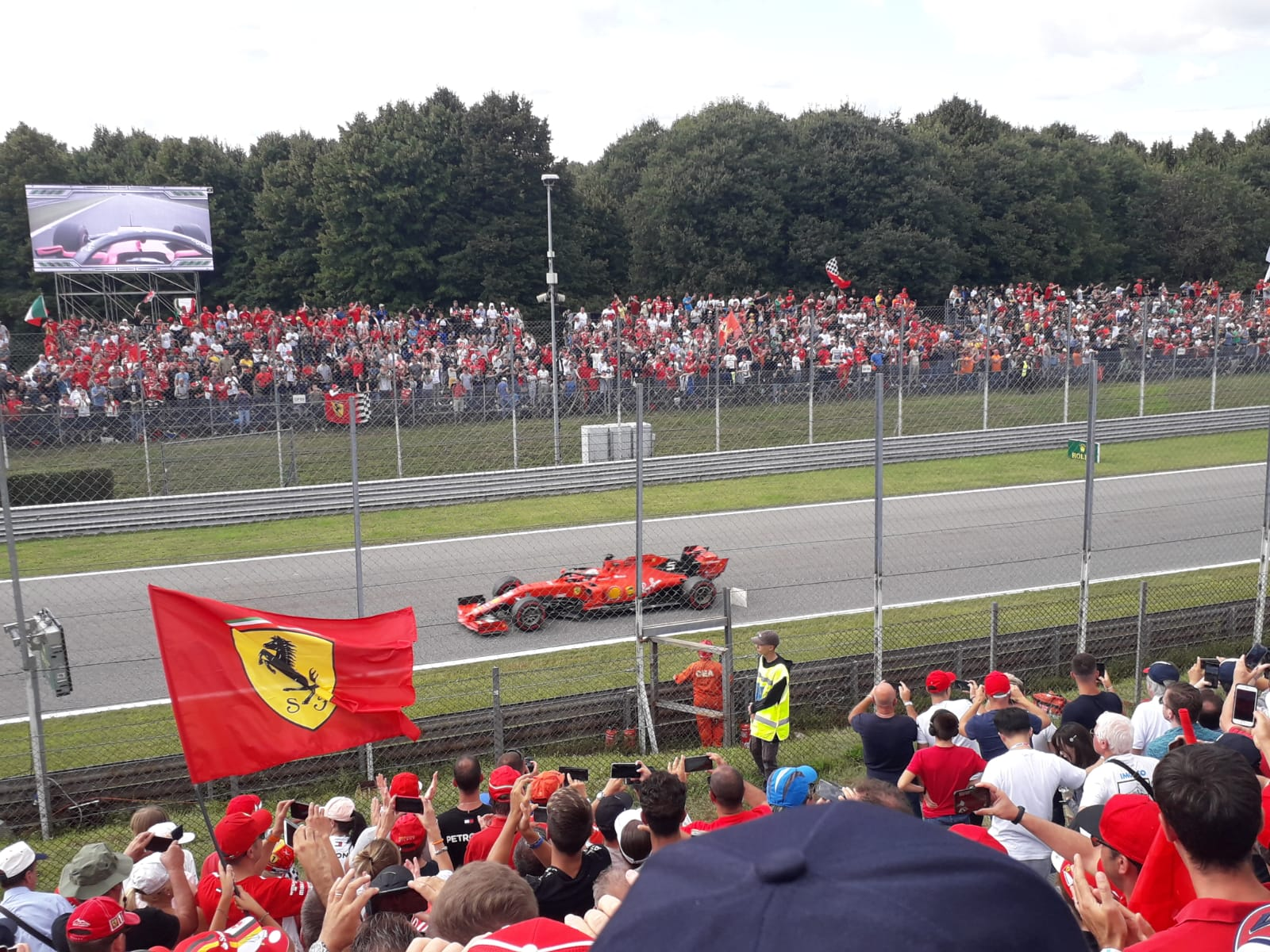
Sebastian Vettel à Monza en 2019.

Charles Leclerc obtient sa deuxième pole position consécutive, la quatrième de sa carrière au terme d'un véritable jeu de dupes lors de la phase finale des qualifications. À Monza, la nécessité pour chaque pilote de trouver de l'aspiration produite par la voiture roulant devant lui, entraîne d'étonnantes tactiques. Lors de leur première tentative en Q3, les Mercedes, sorties les premières de leur box, se garent au bout de la voie des stands dans le but de laisser les Ferrari passer devant, Sebastian Vettel en tête. Privé d'aspiration, il ne peut réaliser que le quatrième temps alors que son coéquipier, aspiré par un concurrent, se place en haut de la feuille des temps. À 6 minutes de la fin, Kimi Räikkönen tape le mur par l'arrière de sa monoplace dans le virage de la Parabolica et reste enlisé dans les graviers, provoquant un drapeau rouge. À la reprise, aucun pilote ne souhaite sortir des stands et être le premier en piste ; il reste ainsi moins de deux minutes quand les concurrents s'élancent. Dans leur tour de préparation, ils jouent tellement à ne pas être en tête en ralentissant au maximum que seuls Leclerc et Carlos Sainz Jr. peuvent se lancer dans un nouveau tour rapide avant le passage des feux au rouge. Seul l'Espagnol améliore son temps mais pas suffisamment pour progresser sur la grille. Les positions restent ainsi figées. Leclerc domine de 39 millièmes de seconde Lewis Hamilton en première ligne, Valtteri Bottas et Vettel occupent la deuxième ligne, suivis par les Renault de Daniel Ricciardo et Nico Hülkenberg. La quatrième ligne est composée de Sainz et Alexander Albon. La pénalité pour changement de boîte de vitesses infligée à Räikkönen après son accident permet à Antonio Giovinazzi de monter en cinquième ligne, derrière Lance Stroll.
Pourchassé par les Mercedes durant toute la course, Charles Leclerc comble de joie les dizaines de milliers de tifosi présents autour du circuit, en remportant la deuxième victoire de sa carrière, son deuxième succès consécutif, une semaine après s'être imposé à Spa. Il est le premier pilote Ferrari à gagner à Monza depuis Fernando Alonso en 2010. Sorti en tête de la première chicane, il tient à distance Lewis Hamilton et Valtteri Bottas grâce à la puissance de son moteur tandis que son coéquipier Sebastian Vettel, quatrième, part en tête-à-queue au sixième tour dans la chicane Ascari, et percute Lance Stroll en revenant en piste, ce qui lui vaut dix secondes de pénalité et une course anonyme achevée à un tour des premiers. Hamilton s'arrête le premier au dix-neuvième tour et repart en pneus mediums. Une boucle plus tard, Leclerc chausse des gommes dures, un choix qu'il qualifie à postériori, tout comme son patron Mattia Binotto, comme étant « le bon ». Hamilton, à portée d'utilisation de son aileron arrière mobile se rapproche tant qu'il lance une attaque à la variante Della Roggia au vingt-troisième tour ; le pilote Ferrari le tasse, l'obligeant à partir dans l'herbe et à couper la chicane. Cette défense musclée vaut à Leclerc un avertissement sous forme de drapeau noir et blanc. Mercedes utilise une stratégie décalée pour tenter de le contrer : Bottas effectue un premier relais plus long, rentrant au stand au vingt-septième tour.
Au trente-sixième tour, Leclerc rate son freinage à la première chicane ce qui permet à Hamilton de se coller à nouveau dans ses échappements, provoquant une nouvelle défense à la limite de la légalité de Leclerc au freinage de la chicane suivante. Finalement, le quintuple champion du monde, dont les pneumatiques sont trop usés, tire tout droit au bout de la ligne droite des stands dans la quarante-deuxième boucle, ce qui permet à son coéquipier Valtteri Bottas de le dépasser pour se lancer à la chasse de la Ferrari. Bien que, par moments, dans la zone d'activation de l'aileron mobile, il n'est jamais en mesure de porter une attaque dans les dix derniers tours. Leclerc s'impose sous les ovations du public devant les deux pilotes Mercedes, Hamilton retournant aux stands en vue de l'arrivée pour obtenir le point supplémentaire du meilleur tour en course en chaussant des pneus tendres. Les Flèches d'Argent n'avaient pas été battues à Monza depuis le début de l'ère des moteurs V6 turbo hybrides en 2014.
Renault prend le dessus sur le reste du plateau et obtient son meilleur résultat depuis son retour en Formule 1 en tant que constructeur en 2016 avec Daniel Ricciardo quatrième devant son coéquipier Nico Hülkenberg qui passe la ligne d'arrivée avec Alexander Albon dans ses rétroviseurs. Plus loin, Sergio Pérez termine septième en résistant à Max Verstappen, parti dernier sur la grille, qui s'adjuge quatre points en étant le dernier pilote dans le tour du vainqueur. Antonio Giovinazzi et Lando Norris prennent les points restants.
Au classement du championnat, Hamilton, avec 284 points, possède toujours une large avance sur Bottas (221 points) tandis que Leclerc (182 points) dépasse Vettel (169 points) et n'est qu'à trois points de la troisième place de Verstappen (185 points). Gasly (65 points) et Sainz (58 points) restent sixième et septième bien qu'ils n'aient pas marqué alors que Ricciardo et Albon (34 points) repoussent Kvyat (33 points) au dixième rang. Chez les constructeurs, battue sur la piste, Mercedes (505 points) n'en augmente pas moins son avance sur Ferrari (351 points) qui prend de l'air par rapport à Red Bull Racing (266 points). Renault (65 points) remonte au cinquième rang derrière McLaren (83 points) ; suivent Toro Rosso (51 points), Racing Point (46 points), Alfa Romeo (34 points), Haas (26 points) et Williams (1 point).

### Grand Prix de Singapour
À ce stade de la saison, aucun pilote ne compte autant de pole positions que Charles Leclerc qui obtient son cinquième départ en tête de l'année, le troisième consécutif. Il réalise le meilleur temps lors de son deuxième tour lancé Q3, suivi à 191 millièmes de seconde par Lewis Hamilton ; tous deux délogent Sebastian Vettel qui occupait le haut de la feuille des temps après la première tentative. Ce dernier est accompagné en deuxième ligne par Max Verstappen, distancé de six dixièmes de seconde par Leclerc, et plus rapide que Valtteri Bottas repoussé en troisième ligne, devant Alexander Albon. Alors qu'il devait partir en quatrième ligne avec le huitième temps, derrière Carlos Sainz Jr., Daniel Ricciardo, est disqualifié pour dépassement de la puissance autorisée du MGU-K, le récupérateur de l'énergie du freinage, lors de la Q1 ; il doit s'élancer du fond de grille, ce qui permet à Nico Hülkenberg de prendre sa place sur la grille et à Antonio Giovinazzi de se hisser en cinquième ligne, derrière Lando Norris.
Un pilotage solide et un coup de pouce stratégique de son écurie permettent à Sebastian Vettel d'obtenir la cinquante-troisième victoire de sa carrière mais surtout sa première de l'année, après 392 jours sans succès depuis son arrivée en tête du Grand Prix de Belgique 2018. il établit par ailleurs un record de cinq victoires depuis 2011 sur le circuit de Marina Bay. La deuxième place de Charles Leclerc permet à la Scuderia Ferrari d'obtenir le quatre-vingt-quatrième doublé de son histoire, le premier depuis le Grand Prix de Hongrie 2017. La victoire entre les deux pilotes de Maranello se joue lorsque Vettel est rappelé au stand au dix-neuvième tour (suivi de près par Verstappen), alors qu'il roule en troisième position, derrière Hamilton. Leclerc, en tête depuis le départ, regagne les stands une boucle plus tard, ce qui débouche sur un undercut parfait, le Monégasque reprenant la piste derrière son coéquipier. À la radio de bord, il manifeste son mécontentement mais promet « de ne rien faire de stupide » pour préserver une victoire de l'équipe Ferrari, ajoutant « mais je pense que ça n'est pas juste ». De son côté, Mercedes se complique la tâche en maintenant Hamilton en piste durant vingt-six tours. S'il est en tête lorsqu'il regagne la voie des stands, il a perdu tellement de temps à la fin de son relais qu'il ressort derrière Max Verstappen et les deux Ferrari. Son écurie a, par ailleurs, demandé à son coéquipier Valtteri Bottas de ralentir de trois secondes au tour afin qu'il puisse tout de même repartir devant lui. Ainsi, les deux Flèches d'Argent finissent la course en quatrième et cinquième position sans espoir de faire mieux tandis que le pilote Red Bull s'installe à la troisième place qu'il conserve jusqu'au bout.
Lors d'une course ponctuée par trois sorties de la voiture de sécurité dans sa deuxième partie (après un accrochage entre Grosjean et Russell au trente-sixième tour, l'abandon de Pérez en piste au quarante-quatrième tour et un accident impliquant Räikkönen et Kvyat au cinquantième tour), Antonio Giovinazzi mène un Grand Prix pour la première fois de sa carrière, pendant quatre tours, avant son arrêt au stand. Alors que Vettel gère parfaitement chaque relance, la bataille pour les places d'honneur donne lieu à de nombreux dépassements dans le peloton. Alexander Albon n'est pas menacé pour la sixième place, Lando Norris passe la ligne d'arrivée en septième position et Pierre Gasly réalise plusieurs manœuvres audacieuses pour prendre les quatre points de la huitième place. Nico Hülkenberg, victime d'une crevaison et dix-huitième après sept tours, se fraye un chemin vers le neuvième rang et Giovinazzi prend le dernier point en jeu, tandis que Grosjean, Sainz, Stroll et Ricciardo se battent à quatre de front dans le dernier tour pour le gain de la onzième place. Chaussé de frais en fin de course, Kevin Magnussen, dernier pilote classé, s'adjuge le meilleur tour en course, privant un des dix premiers pilotes du point bonus.
Au classement du championnat, Hamilton, avec 296 points, possède une avance de 65 points Bottas (231 points) à six courses de la fin, tandis que Leclerc revient sur Verstappen au troisième rang (200 points chacun) ; Vettel est toujours cinquième, avec 194 points. Pierre Gasly (69 points) et Carlos Sainz Jr. (58 points) restent sixième et septième devant Alexander Albon (42 points), Daniel Ricciardo (34 points) et Daniil Kvyat (33 points). Chez les constructeurs, Mercedes (527 points) devance Ferrari (394 points) et Red Bull Racing (289 points). McLaren (89 points) conserve le quatrième rang devant Renault (67 points) ; suivent Toro Rosso (55 points), Racing Point (46 points), Alfa Romeo (35 points), Haas (26 points) et Williams (1 point).

### Grand Prix de Russie
La Scuderia Ferrari n'avait pas obtenu quatre pole positions de suite depuis celles établies par Michael Schumacher en 2000-2001 ; Charles Leclerc réalise cette performance en dominant la troisième phase des qualifications. Déjà en tête après la première tentative, il améliore encore lors de son deuxième tour rapide et part en tête pour la sixième fois de la saison. En améliorant lui aussi son temps en fin de séance (bien qu'à plus de quatre dixièmes de seconde) alors que Sebastian Vettel n'y parvient pas, Lewis Hamilton s'intercale entre les deux Ferrari, comme à Singapour une semaine plus tôt. En deuxième ligne, Vettel est suivi par Valtteri Bottas tandis que Max Verstappen, auteur du quatrième temps, recule de cinq places à cause d'une pénalité pour le changement du moteur thermique Honda de sa Red Bull. Carlos Sainz Jr. est ainsi en troisième ligne devant Nico Hülkenberg. La quatrième ligne est composée de Lando Norris et Romain Grosjean et la cinquième de Verstappen aux côtés de Daniel Ricciardo. Alexander Albon, pénalisé pour la même raison que Verstappen, abîme sa monoplace dans le virage no 13 lors de la première phase et doit s'élancer de la voie des stands.
Lewis Hamilton remporte sa neuvième victoire de la saison, la quatre-vingt-deuxième de sa carrière et Valtteri Bottas assure à Mercedes Grand Prix son huitième doublé de l'année en cours ; le pilote britannique et son écurie se rapprochent de leurs sixièmes titres mondiaux respectifs, bénéficiant pour cela de circonstances favorables. Au départ, Sebastian Vettel déborde Hamilton, bondit dans l'aspiration de son coéquipier parti en pole position et sort en tête du premier virage. Il n'obtempère pas par la suite quand son stand lui demande de laisser repasser Charles Leclerc et l'opération se passe donc dans les stands, via un undercut : le Monégasque est arrêté au vingt-et-unième tour et Vettel, resté en piste jusqu'à la vingt-sixième boucle, rentre au stand en laissant les commandes à Hamilton et ressort derrière Leclerc. Mais l'Allemand, dans son tour de sortie, abandonne en bord de piste à cause d'une panne de son MGU-K, ce qui provoque une procédure de voiture de sécurité virtuelle qui ruine la stratégie de Ferrari car Hamilton bénéficie d'un « arrêt gratuit » pour chausser des pneumatiques tendres frais et reste en tête en reprenant la piste. Dans la foulée, un accident de  George Russell voit sortir la voiture de sécurité pour cinq tours ; Ferrari tente alors de donner une chance à Leclerc de rattraper le leader en l'arrêtant, au trentième tour, pour le chausser lui aussi en pneus tendres mais il repart derrière Bottas, qui le bouchonne, et n'est jamais en mesure de le dépasser, victime de la surchauffe de ses pneumatiques dès qu'il se rapproche. Hamilton s'échappe et s'adjuge le point supplémentaire du meilleur tour en course à deux tours de l'arrivée.
Au prix de nombreux dépassements, Max Verstappen franchit la ligne d'arrivée en quatrième position à la veille de son vingt-deuxième anniversaire, en remontant du neuvième rang sur la grille et Alexander Albon, sur l'autre Red Bull, termine cinquième malgré un départ depuis la voie des stands. Les McLaren finissent toutes deux dans les points, Carlos Sainz Jr. devançant  Sergio Pérez alors que Lando Norris, huitième, bénéficie des cinq secondes de pénalité infligées (pour avoir court-circuité le premier virage) à Kevin Magnussen qui termine à la neuvième place. Nico Hülkenberg prend le dernier point en jeu.
Au classement du championnat, Hamilton, avec 322 points, possède une confortable avance sur Bottas (249 points), soit un écart équivalent à trois victoires, à cinq courses de la fin. Leclerc, troisième avec 215 points, dépasse Verstappen (212 points) ; Vettel est toujours cinquième, avec 194 points. Pierre Gasly (69 points) et Carlos Sainz Jr. (66 points) restent sixième et septième devant Alexander Albon (52 points), Lando Norris (35 points) et Daniel Ricciardo (34 points). Chez les constructeurs, Mercedes (571 points) devance Ferrari (409 points) et Red Bull Racing (311 points). McLaren (101 points) conserve le quatrième rang devant Renault (68 points) ; suivent Toro Rosso (55 points), Racing Point (52 points), Alfa Romeo (35 points), Haas (28 points) et Williams (1 point).

### Grand Prix du Japon
Le passage du typhon Hagibis au dessus de l'île de Honshu le samedi 12 octobre, entraîne la fermeture du circuit et l'annulation totale de cette journée, En conséquence, la troisième session d'essais libres est annulée et les qualifications sont reportées au dimanche matin à 10 heures, quatre heures avant le départ de la course
Sous le soleil matinal, après le passage d'Hagibis, Sebastian Vettel bat le record du circuit de Suzuka dès sa première tentative lors de la troisième phase des qualifications (1 min 27 s 212) puis l'améliore, en 1 min 27 s 064, lors de son deuxième tour rapide ; il bat son coéquipier Charles Leclerc de 189 millièmes de seconde pour une première ligne verrouillée par les SF90 invaincues dans cet exercice depuis la fin de la trêve estivale. Vettel obtient sa deuxième pole position de l'année, la cinquante-septième de sa carrière. Les autres écuries suivent dans l'ordre : les Mercedes sont en deuxième ligne, Valtteri Bottas, troisième devant Lewis Hamilton, les Red Bull sont en troisième ligne où Max Verstappen et Alexander Albon réalisent le même temps au millième de seconde, et les McLaren en quatrième ligne, Carlos Sainz Jr. septième précédant Lando Norris. Pierre Gasly et Romain Grosjean occupent la cinquième ligne.
Alors que Vettel rate son départ, Valtteri Bottas bondit en tête à l'extinction des feux rouges en contournant les deux Ferrari, puis se montre au dessus du lot durant les cinquante-deux tours de course (sur 53 prévus, le drapeau à damier ayant été présenté trop tôt), n'étant jamais menacé dans sa chevauchée vers la victoire ; il obtient son troisième succès de la saison et le sixième de sa carrière, sa précédente victoire remontant au mois d'avril, à Bakou. Dès le deuxième virage, Charles Leclerc harponne Max Verstappen qui tentait de le dépasser. Alors que les dégâts sur sa voiture provoquent l'abandon ultérieur du Néerlandais, Leclerc continue en piste avec un aileron avant qui se disloque et provoque l'arrachement du rétroviseur de Lewis Hamilton qui le suit, avant de rentrer au stand. Il écope, après la course, d'une première pénalité de 5 secondes pour l'accrochage puis une seconde de 10 secondes pour avoir poursuivi en piste, et perd une place sur tapis vert, passant de la sixième à la septième place.
À l'avant, les leaders passent d'une stratégie d'un arrêt au stand à deux, notamment compte-tenu d'une usure inattendue des pneus mediums. Ainsi, à moins de dix tours de l'arrivée, Lewis Hamilton s'arrête et laisse la deuxième place à Sebastian Vettel, terminant la course dans ses échappements sans trouver l'ouverture malgré son aileron arrière mobile. Cette troisième place du quintuple champion du monde britannique, qui s'adjuge le point bonus du meilleur tour en course, permet à Mercedes Grand Prix de conquérir son sixième titre des constructeurs consécutif depuis 2014 et l'avènement des moteurs turbo hybrides. Toto Wolff dédicace ce titre à Niki Lauda récemment disparu. Les Flèches d'Argent n'ont jamais été battues à Suzuka au cours de cette période et Bottas est le premier vainqueur du Grand Prix du Japon à ne pas être parti de la première ligne.
Alexander Albon, quatrième sur la Red Bull rescapée, obtient le meilleur résultat de sa carrière alors que, derrière lui, Carlos Sainz empêche notamment Leclerc de le dépasser en fin de course pour marquer les 10 points de la cinquième place. Dix jours après la course, les commissaires sportifs de la FIA disqualifient les deux Renault, à la suite d'une réclamation de l'écurie Racing Point portant sur la répartition automatique du freinage sur les RS.19 constituant une aide au pilotage illégale. Remonté du seizième rang sur la grille, Daniel Ricciardo avait passé la ligne d'arrivée en septième position, puis s'était retrouvé sixième après la double pénalité infligée à Charles Leclerc, tandis que Nico Hülkenberg avait pris le point de la dixième place. En conséquence, Leclerc est reclassé sixième devant Pierre Gasly et Sergio Pérez alors que Lance Stroll et Daniil Kvyat, initialement onzième et douzième récupèrent les derniers points en jeu.
Avec 338 points et 64 unités d'avance sur son coéquipier, Lewis Hamilton se dirige vers son sixième titre de champion du monde alors qu'il ne reste que quatre courses à disputer ; Valtteri Bottas (274 points) est le dernier pilote encore en lice pour lui contester la couronne mondiale 2019. Alors que Charles Leclerc (223 points) consolide sa troisième place, Max Verstappen, quatrième, est à égalité de points (212 points) avec le cinquième, Sebastian Vettel. Carlos Sainz, sixième avec 76 points, devance de peu Pierre Gasly (75 points) ; suivent Alexander Albon (64 points), Sergio Pérez (37 points), Lando Norris (35 points), Daniel Ricciardo, Nico Hülkenberg et Daniil Kvyat, tous trois avec 34 points. Chez les constructeurs, Mercedes Grand Prix (612 points) égale la série de six titres de champion de la Scuderia Ferrari réalisée de 1999 à 2004. Ferrari possède 433 points, 110 d'avance sur Red Bull Racing qui est assuré de finir au moins troisième. De même, McLaren (111 points) est solidement accroché à la quatrième place, devant Renault (68 points) ; suivent Toro Rosso (62 points), Racing Point (58 points), Alfa Romeo (35 points), Haas (28 points) et Williams (1 point).

### Grand Prix du Mexique
Si les Ferrari SF90 monopolisent la première ligne de la grille de départ, la pole position revenant, pour la septième fois de la saison, à Charles Leclerc devant son coéquipier Sebastian Vettel, elles le doivent à la mauvaise conduite de Max Verstappen qui, bien qu'auteur du meilleur temps lors de sa première tentative, l'améliore dans son deuxième tour lancé mais sous drapeau jaune alors que, devant lui, Valtteri Bottas a écrasé sa W10 dans les protections à la sortie du dernier virage ; contrairement à tous les autres pilotes, Verstappen ne ralentit pas et boucle son tour en moins de 1 minute et 15 secondes. Les commissaires le pénalisent d'un recul de trois places sur la grille ; il s'élance en deuxième ligne derrière Lewis Hamilton. Ils sont suivis par Alexander Albon et Valtteri Bottas tandis que les McLaren de Carlos Sainz Jr. et Lando Norris sont en quatrième ligne. La cinquième ligne est occupée par les Toro Rosso de Daniil Kvyat devant Pierre Gasly.
Comme lors du précédent Grand Prix de Hongrie, une intuition stratégique du stand Mercedes dont Lewis Hamilton doute dans un premier temps, lui permet de battre les Ferrari et de remporter sa dixième victoire de la saison, la quatre-vingt-troisième de sa carrière, un nouveau pas vers un possible sixième titre mondial aux États-Unis la semaine suivante. Charles Leclerc boucle le premier tour en tête devant Sebastian Vettel alors que Max Verstappen, vainqueur des deux précédentes éditions à Mexico, perd toute chance d'abord en accrochant Hamilton (ils partent tous les deux dans le gazon) puis, au quatrième tour, en crevant en tentant de dépasser Bottas ; il repart dernier alors qu'Hamilton se retrouve cinquième. Alexander Albon, en troisième position, rentre au stand dès le quatorzième tour pour une stratégie à deux arrêts que Ferrari juge utile de couvrir en arrêtant Leclerc dès la boucle suivante. Mercedes tente un pari en rappelant Hamilton au vingt-troisième tour pour le chausser en gommes dures et lui proposer de boucler les quarante-huit tours restants sur ce train de pneus, ce dont il doute sévèrement à la radio en demandant s'il ne s'est pas arrêté trop tôt.
Vettel, qui a pris la tête de la course, effectue un premier relais de trente-sept tours puis laisse les commandes à Leclerc, non sans avoir perdu du temps dans le trafic. Son coéquipier effectue son deuxième arrêt à la fin de la quarante-troisième boucle mais un problème de serrage défectueux de sa roue arrière le fait repartir en quatrième position, derrière Bottas, alors qu'Hamilton se retrouve aux commandes. Bien qu'il bénéficie de gommes plus fraîches, Vettel n'est jamais en position d'entrer dans la zone d'utilisation de son aileron arrière mobile pour l'attaquer et passe la ligne d'arrivée 1 s 766 derrière lui. Si un tout-droit de Leclerc lui ôte toute chance de menacer Bottas pour la troisième place, il s'adjuge le point bonus du meilleur tour dans sa cinquante-troisième boucle.
La remontée de Verstappen s'achève au sixième rang, derrière son coéquipier Alexander Albon. Pour la plus grande joie du public mexicain, Sergio Pérez dépasse Daniel Ricciardo sous les vivats et lui ravit la septième place. Pierre Gasly et Nico Hülkenberg ferment la marche dans les points. Lewis Hamilton offre à Mercedes Grand Prix sa centième victoire et monte sur le podium, hissé sur une plateforme, debout sur sa voiture.
Avec 363 points et 74 unités d'avance sur son coéquipier à trois courses de la fin, Lewis Hamilton est désormais proche d'un sixième sacre mondial. Valtteri Bottas, avec 289 points est assuré de terminer deuxième ; en revanche, la troisième place reste à attribuer entre Charles Leclerc (236 points), Sebastian Vettel (230 points) et Max Verstappen (220 points). La sixième place se joue entre Pierre Gasly (77 points), Carlos Sainz (76 points) et Alexander Albon (74 points) ; suivent Sergio Pérez (43 points), Daniel Ricciardo (38 points), Lando Norris et Nico Hülkenberg, tous deux à 35 points. Chez les constructeurs, derrière le champion Mercedes Grand Prix (652 points), le podium final se dessine avec la Scuderia Ferrari (466 points) suivie Red Bull Racing (341 points). McLaren (111 points) reste solidement accroché à la quatrième place devant Renault (73 points) ; suivent Toro Rosso et Racing Point (64 points), Alfa Romeo (35 points), Haas (28 points) et Williams (1 point).

### Grand Prix des États-Unis
Valtteri Bottas met un terme à la série de six pole positions consécutives des Ferrari et permet à son écurie de rester invaincue en qualifications à Austin depuis le début de l'ère des moteurs turbo hybrides en 2014. En battant le record du circuit à 215,658 km/h de moyenne, il réalise la onzième pole position de sa carrière en devançant de 12 millièmes de seconde Sebastian Vettel qui l'accompagne en première ligne. Max Verstappen, troisième à 67 millièmes de seconde, partage la deuxième ligne avec Charles Leclerc. Lewis Hamilton, qui n'a besoin que d'une huitième place en cas de victoire de Bottas pour remporter un sixième titre mondial, part de la troisième ligne, devant Alexander Albon ; ils sont suivis par les McLaren de Carlos Sainz Jr. et Lando Norris. La cinquième ligne est composée de Daniel Ricciardo et Pierre Gasly.
Au terme des cinquante-six tours du circuit des Amériques, Lewis Hamilton remporte son sixième titre de champion du monde et Mercedes Grand Prix obtient son sixième « double-titre » consécutif (championnat des pilotes et championnat des constructeurs) et son neuvième doublé de la saison grâce à la victoire de Valtteri Bottas devant Hamilton, qui dépasse Juan Manuel Fangio au palmarès, à un sacre du record détenu, depuis 2004, par Michael Schumacher.
Parti de la pole position, Bottas passe le premier virage en tête tandis que Sebastian Vettel commence à perdre des places, victime d'une défaillance de sa suspension arrière qui casse au septième tour et provoque son abandon. Max Verstappen, sur une stratégie à deux arrêts, emprunte la voie des stands au treizième tour, ce qui contraint Bottas à faire de même dans la boucle suivante ; Hamilton prend dès lors, la tête. Leclerc, aussi sur deux arrêts, rentre au stand au vingtième tour. Comme au Mexique une semaine plus tôt, la course de Hamilton se joue sur un seul arrêt, au vingt-quatrième tour ; il repart en gommes dures. Bottas chausse des pneus medium à la fin de sa trente-cinquième boucle, reprend la piste avec treize secondes de retard sur son coéquipier ; il fond sur lui et le dépasse à quatre boucles de l'arrivée, après une première attaque au tour précédent où Hamilton s'est farouchement défendu. Ayant observé un second arrêt pour repartir en pneus medium au trente-troisième tour, Verstappen, revenu sur Hamilton en fin de course, ne parvient pas à le dépasser et termine troisième.
Les Ferrari ne sont pas dans le coup et absentes du podium pour la première fois depuis le 12 mai au Grand Prix d'Espagne ; Charles Leclerc mène une course anonyme au quatrième rang et ne se distingue qu'en chaussant des gommes tendres, au quarante-deuxième tour, pour obtenir le point bonus du meilleur tour en course. Victime d'un accrochage avec Carlos Sainz Jr. au premier virage, Alexander Albon, dernier après deux tours, effectue de nombreux dépassements et se classe cinquième ; il est élu « pilote du jour ». Daniel Ricciardo se fraye un chemin jusqu'au sixième rang en résistant en fin de course aux assauts de Lando Norris qui termine dans ses échappements. À un tour du vainqueur, Carlos Sainz prend la huitième place devant Nico Hülkenberg et Sergio Pérez pourtant parti de la voie des stands.
Avec 381 points et 67 unités d'avance sur son coéquipier alors qu'il ne reste que 52 points à distribuer, Lewis Hamilton fête son sixième titre mondial aux États-Unis, comme en 2015 ; Sebastian Vettel le rejoint dans la cool room pour le féliciter chaleureusement. Valtteri Bottas, avec 314 points est vice-champion du monde. Charles Leclerc (249 points), Max Verstappen (235 points) et Sebastian Vettel (230 points) restent en lice pour le gain de la troisième place. Le match pour la sixième place oppose Alexander Albon (84 points), Carlos Sainz (80 points) et Pierre Gasly (77 points) ; suivent Daniel Ricciardo (46 points), Sergio Pérez (44 points), Lando Norris (41 points) et Nico Hülkenberg (37 points). Chez les constructeurs, derrière le champion Mercedes Grand Prix (652 points), le podium est définitif, avec la Scuderia Ferrari (479 points) suivie par Red Bull Racing (366 points). McLaren (121 points) est quasiment assuré de finir quatrième, devant Renault (83 points) ; suivent Racing Point (65 points), Toro Rosso (64 points), Alfa Romeo (35 points), Haas (28 points) et Williams (1 point)

### Grand Prix du Brésil
En dominant les trois phases des qualifications, Max Verstappen obtient la deuxième pole position de sa carrière, après celle du Grand Prix de Hongrie 2019. En Q3, lors de son deuxième tour lancé, il est le seul pilote à améliorer son temps, offrant à Red Bull Racing son 62e départ en tête et le premier au Brésil pour le motoriste Honda depuis Ayrton Senna en 1991. En première ligne, il devance Sebastian Vettel de 123 millièmes de seconde ; les Mercedes de Lewis Hamilton et Valtteri Bottas, partent en deuxième ligne. Charles Leclerc, auteur du quatrième temps mais pénalisé en raison du changement de son moteur V6, recule de dix places. En troisième ligne, Alexander Albon est accompagné de Pierre Gasly ; Romain Grosjean et Kimi Räikkönen, en quatrième ligne, précèdent Kevin Magnussen et Lando Norris qui a réalisé le onzième temps.
Max Verstappen remporte sa troisième victoire de la saison, la huitième de sa carrière, notamment en dépassant deux fois Lewis Hamilton, à la sortie des stands après son premier arrêt du vingt-et-unième tour et sur une relance consécutive à la sortie de la voiture de sécurité au cinquante-neuvième tour. Le motoriste Honda obtient son meilleur résultat depuis son retour en 2015 et son premier doublé depuis le Grand Prix du Japon 1991 grâce la deuxième place de Pierre Gasly qui monte sur son premier podium en Formule 1 (le troisième de la Scuderia Toro Rosso) pour son quarante-sixième départ. Carlos Sainz Jr., parti dernier, finit troisième après de nombreux dépassements et obtient également son premier podium, après cent-un Grands Prix, comblant un trou de plus de cinq ans pour son écurie McLaren.
La course s'anime et devient imprévisible à partir du cinquante-et-unième tour, avec l'abandon à cause d'une surchauffe moteur de Valtteri Bottas qui provoque la sortie de la voiture de sécurité. Verstappen en profite pour effectuer son deuxième arrêt au stand ; il repart derrière Hamilton qu'il double dès la relance. Alexander Albon suit en troisième position, devant les Ferrari qui se battent pour le gain de la quatrième place. Au soixante-cinquième tour, Charles Leclerc dépasse  Sebastian Vettel dans les esses de Senna mais ce dernier, qui bénéficie de l'avantage procuré par son aileron arrière mobile dans la ligne droite opposée, déboîte et revient à sa hauteur : les deux SF90 se touchent, crèvent et abandonnent de concert, provoquant une seconde sortie de la voiture de sécurité. Verstappen gère parfaitement la relance et s'envole vers la victoire. Il observe trois arrêts au stand, comme Hamilton qui roule derrière Albon (sur une stratégie à deux arrêts) proche d'offrir un doublé Red Bull. À deux tours de l'arrivée, Hamilton attaque le pilote thaïlandais et l' envoie en tête-à-queue et hors des points. Pierre Gasly, longtemps en sixième position, en embuscade après l'abandon des Ferrari, se faufile alors devant Hamilton puis lui résiste grâce à son boost moteur dans la dernière ligne droite, franchissant la ligne d'arrivée avec seulement 62 millièmes de seconde d'avance. Mais Hamilton est ensuite pénalisé pour son dépassement raté sur Albon et rétrograde au septième rang. Carlos Sainz Jr., parti dernier sur la grille et n'ayant observé qu'un seul arrêt, récupère la troisième place et un premier podium qu'il ne voit pas ; celui-ci ayant été fêté avec Verstappen, Gasly et Hamilton.
Les différentes stratégies, les choix de pneumatiques, les deux sorties de la voiture de sécurité permettent aux pilotes Alfa Romeo de prendre les quatrième et cinquième places, Kimi Räikkönen devant Antonio Giovinazzi qui obtient le meilleur résultat de sa carrière. Aileron cassé après un accrochage avec Kevin Magnussen au neuvième tour et reparti dernier, Daniel Ricciardo termine sixième. Les McLaren et les Toro Rosso finissent dans les points avec Lando Norris huitième et Daniil Kvyat dixième, la neuvième place revenant à Sergio Pérez.
Au classement du championnat des pilotes, derrière le champion Lewis Hamilton (387 points) et son dauphin Valtteri Bottas (314 points), Max Verstappen (260 points) prend une option sur la troisième place, devant Charles Leclerc (249 points) et Sebastian Vettel (230 points) qui, faute d'avoir marqué, ne peut plus prétendre au podium du championnat. Pierre Gasly est sixième, à égalité de points avec le septième, Carlos Sainz (95 points). Suivent Alexander Albon (84 points), Daniel Ricciardo (54 points) et Sergio Pérez, dixième avec 46 points. Le podium définitif des constructeurs est composé du champion Mercedes Grand Prix (701 points), de la Scuderia Ferrari (479 points) et de Red Bull Racing (391 points). McLaren quatrième (140 points) est désormais hors d'atteinte de Renault (91 points) alors que Toro Rosso (83 points) remonte au sixième rang et distance Racing Point (67 points). Alfa Romeo porte son total à 57 unités devant Haas (28 points) et Williams (1 point) qui ferme la marche.

### Grand Prix d'Abou Dabi
Mercedes Grand Prix achève sa saison comme elle l'a commencée, ses voitures réalisant les deux meilleurs temps des qualifications. Le sextuple champion du monde Lewis Hamilton réalise la 88e pole position de sa carrière, sa cinquième de l'année, mais la première depuis le Grand Prix d'Allemagne au mois de juillet. Il domine la troisième phase des qualifications en battant le record du circuit de Yas Marina à sa deuxième tentative. Le changement intégral de l'unité de puissance de la W10 de Valtteri Bottas le reléguant en fond de grille, Max Verstappen, auteur du troisième temps, part en première ligne derrière Hamilton. Charles Leclerc qui n'a pas pu améliorer son temps, les feux rouges s'allumant avant qu'il ne se relance, part en deuxième ligne, devant son coéquipier Sebastian Vettel. La troisième ligne est composée des jeunes pilotes Alexander Albon et Lando Norris. Daniel Ricciardo, septième temps, place sa Renault en quatrième ligne devant Carlos Sainz Jr. au volant de sa McLaren. Nico Hülkenberg et Sergio Pérez, initialement onzième et qui n'a pas disputé la Q3, partent de la cinquième ligne.
Lewis Hamilton boucle la saison en réalisant le quinzième hat trick (pole position, meilleur tour en course et victoire) de sa carrière, et même son sixième Chelem puisqu'il est resté en tête durant toute l'épreuve. Cette onzième victoire en 2019, la quatre-vingt-quatrième de sa carrière pour son 250e départ en Grand Prix, lui permet, avec 413 points, de battre le record de points inscrits en une saison.
Jamais inquiété durant l'épreuve, il ne cesse de creuser l'écart sur ses poursuivants et conserve même la tête après son unique arrêt du vingt-sixième tour. La bataille pour le podium oppose Max Verstappen et Charles Leclerc qui le dépasse dès le premier tour et roule en deuxième position jusqu'à son changement pour des gommes dures au douzième tour, immédiatement suivi par son coéquipier Sebastian Vettel dont l'arrêt dépasse les cinq secondes. Verstappen reste en piste jusqu'à la vingt-cinquième boucle et, grâce à ses pneus plus frais, dépasse Leclerc au trente-deuxième passage. Si le pilote Ferrari tente de reprendre son bien dans la foulée, son attaque échoue et il lâche prise. Il obtient son dixième podium de l'année mais Verstappen termine troisième du championnat. Valtteri Bottas, remonté depuis le fond de la grille, n'effectue qu'un seul arrêt et atteint la quatrième place, menaçant même Leclerc en fin de course. Le pilote Ferrari, tente un changement de stratégie (« plan C » comme il l'annonce à la radio) en rentrant une deuxième fois aux stands pour chausser des gommes tendres au trente-huitième tour, sans toutefois y trouver un avantage. Vettel, en manque de rythme, se classe cinquième en dépassant Alexander Albon à deux tours de l'arrivée. Sergio Pérez, après une belle manœuvre sur la McLaren de Lando Norris, lui ravit la septième place dans le dernier tour. Daniil Kvyat se classe neuvième et Carlos Sainz Jr., pourtant quatorzième à dix tours de l'arrivée, prend le meilleur sur Nico Hülkenberg pour marquer le point de la dixième place qui lui permet de finir sixième du championnat avec un point d'avance sur Pierre Gasly dont la course a été ruinée par un accrochage avec Lance Stroll dans le premier tour.
Lewis Hamilton, seul pilote à avoir marqué des points dans chacune des courses de la saison, atteint un total de 413 points ; il tourne à une moyenne de dix victoires par an depuis 2014 et remporte son troisième titre consécutif, performance uniquement réalisée précédemment par Juan Manuel Fangio, Michael Schumacher et Sebastian Vettel. Valtteri Bottas (quatre victoires et quinze podiums) est vice-champion avec 326 points. Max Verstappen (trois victoires et neuf podiums) complète le podium avec 278 points. Charles Leclerc (deux victoires et dix podiums) achève sa première saison avec Ferrari au quatrième rang avec 264 points. Sebastian Vettel (240 points, une victoire et neuf podiums) est cinquième devant Carlos Sainz Jr. (96 points), Pierre Gasly (95 points) et Alexander Albon (92 points) qui ont échangé leurs volants en cours de saison, Daniel Ricciardo (54 points) et Sergio Pérez (52 points). Champion chez les constructeurs, Mercedes Grand Prix (739 points et neuf doublés) obtient son sixième sacre consécutif ; suivent Ferrari (504 points) et Red Bull Racing (417 points). McLaren, quatrième avec 145 points, réalise sa meilleure saison depuis 2012, loin devant Renault (91 points). Toro Rosso (85 points), Racing Point (73 points), Alfa Romeo (57 points), Haas (28 points) et Williams (1 point) complètent le palmarès du championnat.

## Classements saison 2019

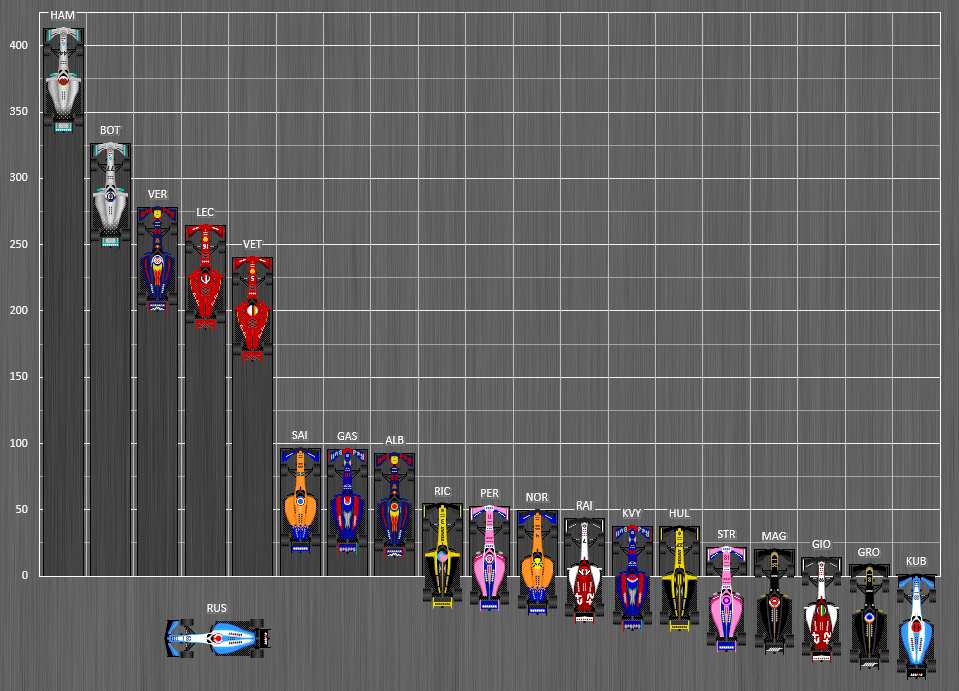
Graphique du classement final pilotes 2019.

### Attribution des points
| Position | 1er | 2e | 3e | 4e | 5e | 6e | 7e | 8e | 9e | 10e | MT  |
| Points   | 25  | 18 | 15 | 12 | 10 | 8  | 6  | 4  | 2  | 1   | + 1 |

### Pilotes
| Pos.  | Pilotes            | AUS  | BAH  | CHI  |      | ESP  | MON  |      |      |    |      |      |      |      |      |      | RUS  |      |      |      |      |      | Points |
| ----- | ------------------ | ---- | ---- | ---- | ---- | ---- | ---- | ---- | ---- | -- | ---- | ---- | ---- | ---- | ---- | ---- | ---- | ---- | ---- | ---- | ---- | ---- | ------ |
| Chmp. | Lewis Hamilton     | 18   | 25   | 25   | 18   | 26   | 25   | 25   | 25   | 10 | 26   | 2    | 25   | 18   | 16   | 12   | 26   | 16   | 25   | 18   | 6    | 26   | 413    |
| 2     | Valtteri Bottas    | 26   | 18   | 18   | 25   | 18   | 15   | 13   | 18   | 15 | 18   | Abd. | 4    | 15   | 18   | 10   | 18   | 25   | 15   | 25   | Abd. | 12   | 326    |
| 3     | Max Verstappen     | 15   | 12   | 12   | 12   | 15   | 12   | 10   | 12   | 26 | 10   | 26   | 19   | Abd. | 4    | 15   | 12   | Abd. | 8    | 15   | 25   | 18   | 278    |
| 4     | Charles Leclerc    | 10   | 16   | 10   | 11   | 10   | Abd. | 15   | 15   | 18 | 15   | Abd. | 12   | 25   | 25   | 18   | 15   | 8    | 13   | 13   | 0*   | 15   | 264    |
| 5     | Sebastian Vettel   | 12   | 10   | 15   | 15   | 12   | 18   | 18   | 11   | 12 | 0    | 18   | 15   | 13   | 0    | 25   | Abd. | 18   | 18   | Abd. | 0*   | 10   | 240    |
| 6     | Carlos Sainz Jr.   | Abd. | 0*   | 0    | 6    | 4    | 8    | 0    | 8    | 4  | 8    | 10   | 10   | Abd. | Abd. | 0    | 8    | 10   | 0    | 4    | 15   | 1    | 96     |
| 7     | Pierre Gasly       | 0    | 4    | 9    | Abd. | 8    | 11   | 4    | 1    | 6  | 12   | 0*   | 8    | 2    | 0    | 4    | 0    | 6    | 2    | 0    | 18   | 0    | 95     |
| 8     | Alexander Albon    | 0    | 2    | 1    | 0    | 0    | 4    | Abd. | 0    | 0  | 0    | 8    | 1    | 10   | 8    | 8    | 10   | 12   | 10   | 10   | 0    | 8    | 92     |
| 9     | Daniel Ricciardo   | Abd. | 0*   | 6    | Abd. | 0    | 2    | 8    | 0    | 0  | 6    | Abd. | 0    | 0    | 12   | 0    | Abd. | Dsq. | 4    | 8    | 8    | 0    | 54     |
| 10    | Sergio Pérez       | 0    | 1    | 4    | 8    | 0    | 0    | 0    | 0    | 0  | 0    | Abd. | 0    | 8    | 6    | Abd. | 6    | 4    | 6    | 1    | 2    | 6    | 52     |
| 11    | Lando Norris       | 0    | 8    | 0*   | 4    | Abd. | 0    | Abd. | 2    | 8  | 0    | Abd. | 2    | 0*   | 1    | 6    | 4    | 0    | Abd. | 6    | 4    | 4    | 49     |
| 12    | Kimi Räikkönen     | 4    | 6    | 2    | 1    | 0    | 0    | 0    | 6    | 2  | 4    | 0    | 6    | 0    | 0    | Abd. | 0    | 0    | Abd. | 0    | 12   | 0    | 43     |
| 13    | Daniil Kvyat       | 1    | 0    | Abd. | Abd. | 2    | 6    | 1    | 0    | 0  | 2    | 15   | 0    | 6    | Abd. | 0    | 0    | 1    | 0    | 0    | 1    | 2    | 37     |
| 14    | Nico Hülkenberg    | 6    | 0*   | Abd. | 0    | 0    | 0    | 6    | 4    | 0  | 1    | Abd. | 0    | 4    | 10   | 2    | 1    | Dsq. | 1    | 2    | 0    | 0    | 37     |
| 15    | Lance Stroll       | 2    | 0    | 0    | 2    | Abd. | 0    | 2    | 0    | 0  | 0    | 12   | 0    | 1    | 0    | 0    | 0    | 2    | 0    | 0    | 0*   | Abd. | 21     |
| 16    | Kevin Magnussen    | 8    | 0    | 0    | 0    | 6    | 0    | 0    | 0    | 0  | Abd. | 4    | 0    | 0    | Abd. | 0    | 2    | 0    | 0    | 0*   | 0    | 0    | 20     |
| 17    | Antonio Giovinazzi | 0    | 0    | 0    | 0    | 0    | 0    | 0    | 0    | 1  | Abd. | 0    | 0    | 0*   | 2    | 1    | 0    | 0    | 0    | 0    | 10   | 0    | 14     |
| 18    | Romain Grosjean    | Abd. | Abd. | 0    | Abd. | 1    | 1    | 0    | Abd. | 0  | Abd. | 6    | Abd. | 0    | 0    | 0    | Abd. | 0    | 0    | 0    | 0    | 0    | 8      |
| 19    | Robert Kubica      | 0    | 0    | 0    | 0    | 0    | 0    | 0    | 0    | 0  | 0    | 1    | 0    | 0    | 0    | 0    | Abd. | 0    | 0    | Abd. | 0    | 0    | 1      |
| 20    | George Russell     | 0    | 0    | 0    | 0    | 0    | 0    | 0    | 0    | 0  | 0    | 0    | 0    | 0    | 0    | Abd. | Abd. | 0*   | 0    | 0    | 0    | 0    | 0      |

### Constructeurs
| Pos.  | Constructeurs              | Pilotes | AUS  | BAH  | CHI  |      | ESP  | MON  |      |      |    |      |      |      |      |      |      | RUS  |      |      |      |      |    | Points |
| ----- | -------------------------- | ------- | ---- | ---- | ---- | ---- | ---- | ---- | ---- | ---- | -- | ---- | ---- | ---- | ---- | ---- | ---- | ---- | ---- | ---- | ---- | ---- | -- | ------ |
| Chmp. | Mercedes                   | HAM     | 18   | 25   | 25   | 18   | 26   | 25   | 25   | 25   | 10 | 26   | 2    | 25   | 18   | 16   | 12   | 26   | 16   | 25   | 18   | 6    | 26 | 739    |
| Chmp. | Mercedes                   | BOT     | 26   | 18   | 18   | 25   | 18   | 15   | 13   | 18   | 15 | 18   | Abd. | 4    | 15   | 18   | 10   | 18   | 25   | 15   | 25   | Abd. | 12 | 739    |
| 2     | Ferrari                    | VET     | 12   | 10   | 15   | 15   | 12   | 18   | 18   | 11   | 12 | 0    | 18   | 15   | 13   | 0    | 25   | Abd. | 18   | 18   | Abd. | 0*   | 10 | 504    |
| 2     | Ferrari                    | LEC     | 10   | 16   | 10   | 11   | 10   | Abd. | 15   | 15   | 18 | 15   | Abd. | 12   | 25   | 25   | 18   | 15   | 8    | 13   | 13   | 0*   | 15 | 504    |
| 3     | Red Bull- Honda            | VER     | 15   | 12   | 12   | 12   | 15   | 12   | 10   | 12   | 26 | 10   | 26   | 19   | Abd. | 4    | 15   | 12   | Abd. | 8    | 15   | 25   | 18 | 417    |
| 3     | Red Bull- Honda            | GAS     | 0    | 4    | 9    | Abd. | 8    | 11   | 4    | 1    | 6  | 12   | 0*   | 8    |      |      |      |      |      |      |      |      |    | 417    |
| 3     | Red Bull- Honda            | ALB     |      |      |      |      |      |      |      |      |    |      |      |      | 10   | 8    | 8    | 10   | 12   | 10   | 10   | 0    | 8  | 417    |
| 4     | McLaren- Renault           | SAI     | Abd. | 0*   | 0    | 6    | 4    | 8    | 0    | 8    | 4  | 8    | 10   | 10   | Abd. | Abd. | 0    | 8    | 10   | 0    | 4    | 15   | 1  | 145    |
| 4     | McLaren- Renault           | NOR     | 0    | 8    | 0*   | 4    | Abd. | 0    | Abd. | 2    | 8  | 0    | Abd. | 2    | 0*   | 1    | 6    | 4    | 0    | Abd. | 6    | 4    | 4  | 145    |
| 5     | Renault                    | HUL     | 6    | 0*   | Abd. | 0    | 0    | 0    | 6    | 4    | 0  | 1    | Abd. | 0    | 4    | 10   | 2    | 1    | Dsq. | 1    | 2    | 0    | 0  | 91     |
| 5     | Renault                    | RIC     | Abd. | 0*   | 6    | Abd. | 0    | 2    | 8    | 0    | 0  | 6    | Abd. | 0    | 0    | 12   | 0    | Abd. | Dsq. | 4    | 8    | 8    | 0  | 91     |
| 6     | Toro Rosso- Honda          | KVY     | 1    | 0    | Abd. | Abd. | 2    | 6    | 1    | 0    | 0  | 2    | 15   | 0    | 6    | Abd. | 0    | 0    | 1    | 0    | 0    | 1    | 2  | 85     |
| 6     | Toro Rosso- Honda          | ALB     | 0    | 2    | 1    | 0    | 0    | 4    | Abd. | 0    | 0  | 0    | 8    | 1    |      |      |      |      |      |      |      |      |    | 85     |
| 6     | Toro Rosso- Honda          | GAS     |      |      |      |      |      |      |      |      |    |      |      |      | 2    | 0    | 4    | 0    | 6    | 2    | 0    | 18   | 0  | 85     |
| 7     | Racing Point- BWT Mercedes | PER     | 0    | 1    | 4    | 8    | 0    | 0    | 0    | 0    | 0  | 0    | Abd. | 0    | 8    | 6    | Abd. | 6    | 4    | 6    | 1    | 2    | 6  | 73     |
| 7     | Racing Point- BWT Mercedes | STR     | 2    | 0    | 0    | 2    | Abd. | 0    | 2    | 0    | 0  | 0    | 12   | 0    | 1    | 0    | 0    | 0    | 2    | 0    | 0    | 0*   | 0  | 73     |
| 8     | Alfa Romeo- Ferrari        | RAI     | 4    | 6    | 2    | 1    | 0    | 0    | 0    | 6    | 2  | 4    | 0    | 6    | 0    | 0    | Abd. | 0    | 0    | Abd. | 0    | 12   | 0  | 57     |
| 8     | Alfa Romeo- Ferrari        | GIO     | 0    | 0    | 0    | 0    | 0    | 0    | 0    | 0    | 1  | Abd. | 0    | 0    | 0*   | 2    | 1    | 0    | 0    | 0    | 0    | 10   | 0  | 57     |
| 9     | Haas- Ferrari              | MAG     | 8    | 0    | 0    | 0    | 6    | 0    | 0    | 0    | 0  | Abd. | 4    | 0    | 0    | Abd. | 0    | 2    | 0    | 0    | 0*   | 0    | 0  | 28     |
| 9     | Haas- Ferrari              | GRO     | Abd. | Abd. | 0    | Abd. | 1    | 1    | 0    | Abd. | 0  | Abd. | 6    | Abd. | 0    | 0    | 0    | Abd. | 0    | 0    | 0    | 0    | 0  | 28     |
| 10    | Williams- Mercedes         | KUB     | 0    | 0    | 0    | 0    | 0    | 0    | 0    | 0    | 0  | 0    | 1    | 0    | 0    | 0    | 0    | Abd. | 0    | 0    | Abd. | 0    | 0  | 1      |
| 10    | Williams- Mercedes         | RUS     | 0    | 0    | 0    | 0    | 0    | 0    | 0    | 0    | 0  | 0    | 0    | 0    | 0    | 0    | Abd. | Abd. | 0*   | 0    | 0    | 0    | 0  | 1      |